# Seznam vojaških plovil Kraljeve vojne mornarice
Seznam vojaških plovil Kraljeve vojne mornarice vsebuje bivša in sedanja vojaška plovila Kraljeve vojne mornarice Združenega kraljestva.
Seznam vsebuje tudi kopenske objekte (vojašnice, letališče), ki jih Kraljeva vojna mornarica označuje enako kot ladje.

## Abecedni seznam

### A
HMS A1 | HMS A2 | HMS A3 | HMS A4 | HMS A5 | HMS A6 | HMS A7 | HMS A8 | HMS A9 | HMS A10 | HMS A11 | HMS A12 | HMS A13 | HMS A14 | HMS Abbotsham | HMS Abdiel | HMS Abeille | HMS Abelard | HMS Abelia | HMS Abercrombie | HMS Aberdare | HMS Aberdeen | HMS Aberford | HMS Aberfoyle | HMS Abergavenny | HMS Abigail | HMS Abingdon | HMS Aboukir | HMS Abraham | HMS Abrams Offering | HMS Abundance | HMS Abyssinia | HMS Acacia | HMS Acanthus | HMS Acasta | HMS Acertif | HMS Ace (P414) | HMS Achates | HMS Achates (H12) | HMS Achates (1945) | HMS Acheron | HMS Achille | HMS Achilles | HMS Achilles (1778) | HMS Achilles (1863) | HMNZS Achilles | HMS Achilles (F12) | HMS Aconite | HMS Acorn | HMS Actaeon | HMS Acteon | HMS Actif | HMS Active | HMS Active (1869) | HMS Active (1911) | HMS Active (H14) | HMS Active (F171) | HMS Activity | HMS Acute | HMS Adam & Eve | HMS Adamant | HMS Adamant (1788) | HMS Adamant (1940) | HMS Adamant II | HMS Adda | HMS Adder | HMS Adelaide | HMS Adept | HMS Admirable | HMS Admiral Devries | HMS Admiral Farragut | HMS Admiralty | HMS Adonis | HMS Adroit | HMS Adur | HMS Advance | HMS Advantage | HMS Advantagia | HMS Adventure Galley | HMS Adventure Prize | HMS Adventure | HMS Adversary | HMS Advice Prize | HMS Advice | HMS Adviser | HMS Aeneas (P427) | HMS Aeolus | HMS Aetna | HMS Affleck | HMS Affray | HMS Africa | HMS Africa (1694) | HMS Africa (1761) | HMS Africa (1781) | HMS Africa (1803) | HMS Africa (1862) | HMS Africa (1905) | HMS Afridi | HMS Afridi (1907) | HMS Afridi (F07) | HMS Afrikander | HMS Agamemnon | HMS Agamemnon (1781) | HMS Agamemnon (1852) | HMS Agamemnon (1879) | HMS Agamemnon (1906) | HMS Agassiz | HMS Agate | HMS Aggressor | HMS Agile | HMS Agincourt | HMS Agincourt (1796) | HMS Agincourt (1817) | HMS Agincourt (1865) | HMS Agincourt (1913) | HMS Agincourt (1914) | HMS Agincourt (D86) | HMS Aid | HMS Aigle | HMS Aimable | HMS Aimwell | HMS Ainthorpe | HMS Airedale | HMS Aire | HMS Aisne (D22) | HMS Aitape | HMS Ajax | HMS Ajax (1765) | HMS Ajax (1880) | HMS Ajax (1912) | HMS Ajax (1934) | HMS Ajdaha | HMS Akbar | HMS Akers | HMS Alaart | HMS Alacrity | HMS Alacrity (1885) | HMS Alacrity (1913) | HMS Alacrity (U60) | HMS Alacrity (F174) | HMS Aladdin | HMS Alamein (D17) | HMS Alaric | HMS Alarm | HMS Alaunia II | HMS Albacore | HMS Albanaise | HMS Albany | HMS Alban | HMS Albatross | HMS Albermarle | HMS Albermarle (1781) | HMS Albermarle (1901) | HMS Alberni | HMS Alberta | HMS Albert | HMS Albion | HMS Albion (1763) | HMS Albion (?) | HMS Albion (1802) | HMS Albion (kuter I) | HMS Albion (kuter II) | HMS Albion (1842) | HMS Albion (1898) | HMS Albion (R07) | HMS Albion (L14) | HMS Albrighton | HMS Albuera | HMS Albury | HMS Alcantara | HMS Alcaston | HMS Alcei & Francis | HMS Alceste | HMS Alcestis | HMS Alcide | HMS Alcmene | HMS Aldborough | HMS Aldenham | HMS Alderney | HMS Aldington | HMS Alecto | HMS Alerte | HMS Alert | HMS Alexander | HMS Alexandra | HMS Alexandre | HMS Alexandria | HMS Alfreda | HMS Alfred | HMS Alfriston | HMS Algerine | HMS Algiers | HMS Algoma | HMS Algonquin | HMS Alice | HMS Alisma | HMS Alkmaar | HMS Allegiance | HMS Allepin | HMS Alliance | HMS Alligator | HMS Allington Castle (K689) | HMS Alnwick Castle (K405) | HMS Alonzo | HMS Alphea | HMS Alpheus | HMS Alresford | HMS Altham | HMS Alton Castle | HMS Alton | HMS Alverton | HMS Alvington | HMS Alynbank | HMS Alyssum | HMS Amaranthe | HMS Amaranthus | HMS Amarylis | HMS Amazon | HMS Amazon (1799) | HMS Amazon (1908) | HMS Amazon (D39) | HMS Amazon (F169) | HMS Amberley Castle (K386) | HMS Amberwitch | HMS Ambleside | HMS Amboyna | HMS Ambrose | HMS Ambuscade | HMS Ambuscade (1773) | HMS Ambuscade (1798) | HMS Ambuscade (1811) | HMS Ambuscade (1830) | HMS Ambuscade (1913) | HMS Ambuscade (D38) | HMS Ambuscade (F172) | HMS Ambush | HMS Ambush (P418) | HMS Ambush (S120) | HMS Ameer | HMS Amelia | HMS America | HMS Amersham | HMS Amerton | HMS Amethyst | HMS Amethyst (1844) | HMS Amethyst (1873) | HMS Amethyst (1903) | HMS Amethyst (T12) | HMS Amethyst (U16) | HMS Amfitrite | HMS Amitie | HMS Amity | HMS Amokura | HMS Amphion | HMS Amphion (1780) | HMS Amphion (1798) | HMS Amphion (1846) | HMS Amphion (1883) | HMS Amphion (1911) | HMS Amphion (1934) | HMS Amphion (1944) | HMS Amphitrite | HMS Amsterdam | HMS Anachreon | HMS Anaconda | HMS Anchorite | HMS Anchusa | HMS Andania | HMS Andrew | HMS Andromache | HMS Andromeda | HMS Anemone | HMS Angelica | HMS Angel | HMS Angler | HMS Anglesea | HMS Anglesey | HMS Anguilla | HMS Ann & Christopher | HMS Ann & Judith | HMS Anna Teresa | HMS Annan | HMS Annapolis | HMS Anna | HMS Anne Gallant | HMS Anne Galley | HMS Anne Royal | HMS Anne | HMS Anson | HMS Anson (1784) | HMS Anson (1886) | HMS Anson (1916) | HMS Anson (1940) | HMS Answer | HMS Antaeus | HMS Antagonist | HMS Antares | HMS Antelope | HMS Antelope (1624) | HMS Antelope (1681) | HMS Antelope (1703) | HMS Antelope (1741) | HMS Antelope (6.) | HMS Antelope (1783) | HMS Antelope (1802) | HMS Antelope (1880) | HMS Antelope (1892) | HMS Antelope (H36) | HMS Antelope (F170) | HMS Antelope | HMS Anthony Boneventure | HMS Anthony | HMS Antigonish | HMS Antigua | HMS Antrim (D18) | HMS Antwerp | HMS Ant | HMS Anzio | HMS Apelles | HMS Aphis | HMS Aphrodite | HMS Apollo | HMS Apollo (1892) | HMS Apollo (1936) | HMS Apollo (1943) | HMS Apollo (F70) | HMS Appleby Castle | HMS Appledore | HMS Appleton | HMS Approach | HMS Aquarius | HMS Aquilon | HMS Arabis | HMS Arab | HMS Arachne | HMS Ararat | HMS Arawa | HMS Araxes | HMS Arbella | HMS Arbiter | HMS Arbroath | HMS Arbutus | HMS Arc-en-Ciel | HMS Arcadian | HMS Archer | HMS Archer (1801) | HMS Archer (1849) | HMS Archer (1885) | HMS Archer (1911) | HMS Archer (D78) | HMS Archer (1967) | HMS Archer (1985) | HMS Arcturus | HMS Ard Patrick | HMS Ardent | HMS Ardent (1894) | HMS Ardent (1913) | HMS Ardent (1929) | HMS Ardent (P437) | HMS Ardent (F184) | HMS Ardrossan | HMS Arethusa | HMS Arethusa (1759) | HMS Arethusa (1781) | HMS Arethusa (1817) | HMS Arethusa (1849) | HMS Arethusa (1882) | HMS Arethusa (1913) | HMS Arethusa (1934) | HMS Arethusa (F38) | HMS Arethuse | HMS Argonaut (F56) | HMS Argon | HMS Argosy | MS Argo | HMS Argus | HMS Argus (1799) | HMS Argus (1812) | HMS Argus (1813) | HMS Argus (1831) | HMS Argus (1849) | HMS Argus (1851) | HMS Argus (1904) | HMS Argus (1917) | HMS Argus (A135) | HMS Argyll | HMS Argyll (1711) | HMS Argyll (1904) | HMS Argyll (F231) | HMS Ariadne | HMS Ariel | HMS Aries | HMS Ariguani | HMS Ark Royal | HMS Ark Royal (1587) | HMS Ark Royal (1914) | HMS Ark Royal (91) | HMS Ark Royal (R09) | HMS Ark Royal (R07) | HMS Arlingham | HMS Armada (D14) | HMS Armeria | HMS Armide | HMS Arms of Holland | HMS Arms of Horn | HMS Arms of Rotterdam | HMS Arms of Terver | HMS Arno | HMS Arnprior | HMS Aro | HMS Arras | HMS Arrernte | HMS Arrogante | HMS Arrogant | HMS Arromanches | HMS Arrow | HMS Arrow (1870) | HMS Arrow (H42) | HMS Arrow (F173) | HMS Arrowhead | HMS Artemis | HMS Artful | HMS Artful (P456) | HMS Artful (S121) | HMS Artifex | HMS Artigo | HMS Artois | HMS Arundel | HMS Arunta | HMS Arun | HMS Arve Princen | HMS Ascension | HMS Ascot | HMS Asgard | HMS Ashanti | HMS Ashanti (F51) | HMS Ashanti (F117) | HMS Ashburton | HMS Asheldham | HMS Ashton | HMS Asia | HMS Asperity | HMS Asphodel | HMS Asp | HMS Assail | HMS Assam | HMS Assault | HMS Assiduous | HMS Assiniboine | HMS Assistance | HMS Association | HMS Assurance | HMS Astarte | HMS Aster | HMS Astraea | HMS Asturias | HMS Astute | HMS Astute (P447) | HMS Astute (S119) | HMS Atalanta | HMS Atalante | HMS Atheling | HMS Athelney | HMS Athene | HMS Athenienne | HMS Atherstone | HMS Atherstone (1916) | HMS Atherstone (L05) | HMS Atherstone (M38) | HMS Atholl | HMS Atlantis (P432) | HMS Atlas | HMS Attacker | HMS Attack | HMS Attentive | HMS Attentive II | HMS Aubretia | MS Aubretia | HMS Auckland | HMS Audacieux | HMS Audacious | HMS Audacious (1785) | HMS Audacious (1869) | HMS Audacious (1912) | HMS Audacity | HMS Augusta | HMS Augustine | HMS Augustus | HMS Auricaula | HMS Auricula | HMS Auriga | HMS Aurochs | HMS Aurora | HMS Aurora (1757) | HMS Aurora (1766) | HMS Aurora (1777) | HMS Aurora (1809) | HMS Aurora (1814) | HMS Aurora (1861) | HMS Aurora (1887) | HMS Aurora (1913) | HMS Aurora (12) | HMS Aurora (F10) | HMS Aurore | HMS Ausonia | HMS Austere | HMS Australia (1888) | HMS Autumn | HMS Aveley | HMS Avenger | HMS Avenger (D14) | HMS Avenger (F185) | HMS Avernus | HMS Avon Vale | HMS Avon | HMS Awake | HMS Awe | HMS Axford | HMS Aydon Castle | HMS Aylmer | HMS Ayrshire | HMS Azalea | HMS Azov | HMS Aztec (P455)

### B
HMS B1 | HMS B2 | HMS B3 | HMS B4 | HMS B5 | HMS B6 | HMS B7 | HMS B8 | HMS B9 | HMS B10 | HMS B11 | HMS Babet | HMS Bacchante | HMS Bacchante (1901) | HMS Bacchante (F69) | HMS Bacchus | HMS Baddeck | HMS Badger | HMS Badminton | HMS Badsworth | HMS Bagshot | HMS Bahamas | HMS Bahama | HMS Bala | HMS Baleine | HMS Balfour | HMS Ballahou | HMS Ballarat | HMS Ballindery | HMS Balmain | HMS Balm | HMS Balsam | HMS Baltic | HMS Baltimore | HMS Bamborough Castle (K412) | HMS Banbury | HMS Banchory | HMS Banff | HMS Bangor | HMS Bann | HMS Banshee | HMS Banterer | HMS Bantry | HMS Bantum | HMS Barbadoes | HMS Barbados | HMS Barbara | HMS Barbette | HMS Barbuda | HMS Barfleur | HMS Barfleur (1697) | HMS Barfleur (1768) | HMS Barfleur (1892) | HMS Barfleur (D80) | HMS Barham | HMS Barham (1889) | HMS Barham (1914) | HMS Bark of Bullen | HMS Bark of Murlesse | HMS Barle | HMS Barnard Castle (K694) | HMS Barnstaple | HMS Barnwell Castle | HMS Barracouta | HMS Barrington | HMS Barrosa | HMS Barrosa (1860) | HMS Barrosa (D68) | HMS Basilisk | HMS Basing | HMS Bassingham | HMS Bastion | HMS Batavia | HMS Bat | HMS Bat (1896) | HMS Bat (1943) | HMS Bathgate | HMS Bathurst | HMS Bath | HMS Batman | HMS Battleaxe | HMS Battler | HMS Battle | HMS Bayfield | HMS Bayntun | HMS Bazely | HMS Beachampton | HMS Beachy Head | HMS Beacon Hill | HMS Beacon | HMS Beagle | HMS Bear | HMS Beatrice | HMS Beatty | HMS Beaufort | HMS Beaulieu | HMS Beauly Firth | HMS Beaumaris | HMS Beaumont | HMS Beaver Prize | HMS Beaver | HMS Beccles | HMS Beckford | HMS Beckwith | HMS Bedale | HMS Bedford Galley | HMS Bedford | HMS Bedham | HMS Bedouin | HMS Beehive | HMS Beeston Castle | HMS Bee | HMS Begonia | HMS Begum | HMS Belem | HMS Belette | HMS Belfast (C35) | HMS Belisarius | HMS Belle Isle | HMS Belle Poule | HMS Bellechasse | HMS Belleisle | HMS Belleisle (?) | HMS Belleisle (1876) | HMS Bellerophon | HMS Bellerophon (1786) | HMS Bellerophon (1865) | HMS Bellerophon (1907) | HMS Belliqueux | HMS Bellona | HMS Bellona (1747) | HMS Bellona (1760) | HMS Bellona (1794) | HMS Bellona (1806) | HMS Bellona (1890) | HMS Bellona (1909) | HMS Bellona (1942) | HMS Bellwort | HMS Belmont | HMS Belton | HMS Belvidera | HMS Belvoir | HMS Belzebub | HMS Ben Lomond | HMS Ben Meidie | HMS Ben Nevis | HMS Ben-my-Chree (1908) | HMS Benalla | HMS Benbow | HMS Benbow (1885) | HMS Benbow (1913) | HMS Bendigo | HMS Bendor | HMS Bengal | HMS Benjamin & Ann | HMS Benjamin | HMS Bentinck | MS Bentley | MS Berberis | HMS Berbice | HMS Bere Castle | HMS Beresford | HMS Bergamot | HMS Bergere | HMS Berkeley Castle | HMS Berkeley Castle (1695) | HMS Berkeley Castle (K387) | HMS Berkeley | HMS Bermagui | HMS Bermuda | HMS Bermuda (1795) | HMS Bermuda (1805) | HMS Bermuda (1808) | HMS Bermuda (1813) | HMS Bermuda (1819) | HMS Bermuda (1848) | HMS Bermuda (C52) | HMS Berry Head | HMS Berry | HMS Berwick | HMS Beschermer | HMS Betano | HMS Betony | HMS Betty | HMS Beverley | HMS Bevington | HMS Bezan | HMS Bhamo | HMS Bicester | HMS Bickerton | HMS Bickington | HMS Biddeford | HMS Bideford | HMS Bienfaisant | HMS Bigbury Bay | HMS Bihar | HMS Bildeston | HMS Bilsthorpe | HMS Birdham | HMS Bird | HMS Birkenhead | HMS Birkenhead (1845) | HMS Birkenhead (1915) | HMS Birmingham | HMS Birmingham (1913) | HMS Birmingham (C19) | HMS Birmingham (D86) | HMS Bisham | HMS Biter | HMS Bittern | HMS Bittersweet | HMS Black Bull | HMS Black Dog | HMS Black Eagle | HMS Black Posthorse | HMS Black Prince | HMS Black Prince (1650) | HMS Black Prince (1816) | HMS Black Prince (1861) | HMS Black Prince (1904) | HMS Black Prince (81) | HMS Black Spread-Eagle | HMS Black Swan (L57) | HMS Blackburn | HMS Blackfly | HMS Blackmore Ketch | HMS Blackmore Lady | HMS Blackmorevale | HMS Blackmore | HMS Blackpool | HMS Blackwall | HMS Blackwater | HMS Blackwood | HMS Black | HMS Blade | HMS Blairmore | HMS Blakeney | HMS Blake | HMS Blake (?) | HMS Blake (1889) | HMS Blake (C99) | HMS Blanche | HMS Blandford | HMS Blankney | HMS Blast | HMS Blaxton | HMS Blazer | HMS Blaze | HMS Blean | HMS Bleasdale | HMS Blencathra | HMS Blenheim | HMS Blessing | HMS Blickling | HMS Bligh | HMS Blonde | HMS Bloodhound | HMS Bloom | HMS Blossom | HMS Bluebell | HMS Bluebell (1915) | HMS Bluebell (K80) | HMS Bluethroat | HMS Blyth | HMS Boadicea | HMS Bodenham | HMS Bodiam Castle | HMS Bogam | HMS Bold | HMS Bolebroke | HMS Bolton Castle | HMS Bolton | HMS Bombard | HMS Bombay Castle | HMS Bombay | HMS Bomerang | HMS Bonaventure | HMS Bonavoila | HMS Bonetta | HMS Bonita | HMS Bonito | HMS Bonne Citoyenne | HMS Bootle | HMS Borage | HMS Border Cities | HMS Border | HMS Boreas | HMS Boreham | HMS Borer | HMS Boscawen | HMS Bossington | HMS Boston | HMS Botha | HMS Bottisham | HMS Bouclier | HMS Boulogne | HMS Boulston | HMS Bouncer | HMS Bountiful | HMS Bounty (1787) | HMS Bourbonnaise | HMS Bourdelias | HMS Bowen | HMS Bowes Castle | HMS Bowmanville | HMS Boxer | HMS Boxer (1797) | HMS Boxer (1812) | HMS Boxer (1837) | HMS Boxer (1846) | HMS Boxer (1855) | HMS Boxer (1868) | HMS Boxer (1894) | HMS Boxer (1941) | HMS Boxer (F92) | HMS Boyne | HMS Braak | HMS Braave | HMS Bradfield | HMS Bradford | HMS Braid | HMS Braithwaite | HMS Brakel | HMS Bramber | HMS Bramble | HMS Bramham | HMS Brampton | HMS Brandon | HMS Branlebas | HMS Brantford | HMS Brantingham | HMS Brave | HMS Bravo | HMS Brayford | HMS Brazen | HMS Bream | HMS Brearley | HMS Breconshire | HMS Brecon | HMS Brecon (L76) | HMS Brecon (M29) | HMS Bredah | HMS Brenchley | HMS Brereton | HMS Brevdrageren | HMS Briar | HMS Bridgewater | HMS Bridgnorth Castle | HMS Bridlington | HMS Bridport | HMS Brigadier | HMS Brigandine | HMS Brigantine | HMS Brigham | HMS Brighton | HMS Brilliant-Prize | HMS Brilliant | HMS Brinkley | HMS Brinton | HMS Briseis | HMS Brisk | HMS Brissenden | HMS Bristol | HMS Bristol (1653) | HMS Bristol (1711) | HMS Bristol (1775) | HMS Bristol (1861) | HMS Bristol (1910) | HMS Bristol (D23) | HMS Britannia | HMS Britannia (1682) | HMS Britannia (1719) | HMS Britannia (1762) | HMS Britannia (1781) | HMS Britannia (1820) | HMS Britannia (1904) | HMS Britannia (1953) | HMS Britomart | HMS Briton | HMS Brixham | HMS Broaderschap | HMS Broadley | HMS Broadsword | HMS Broadsword (D31) | HMS Broadsword (F88) | HMS Broadwater | HMS Broadway | HMS Brocklesby | HMS Brocklesby (1916) | HMS Brocklesby (L42) | HMS Brocklesby (M33) | HMS Brockville | HMS Brock | HMS Broke | HMS Brolga | HMS Bronington | HMS Broome | HMS Broomley | HMS Broom | HMS Brothers | HMS Brough Castle | HMS Bruce | HMS Bruiser | HMS Bruiser (1854) | HMS Bruiser (1942) | HMS Bruizer | HMS Bruizer (1797) | HMS Bruizer (1804) | HMS Bruizer (1867) | HMS Bruizer (1895) | HMS Brunei | HMS Brune | HMS Brunswick | HMS Brutus | HMS Bryansford | HMS Bryony | HMS Buccaneer | HMS Bucephalus | HMS Buchan Ness | HMS Buckie | HMS Buckingham | HMS Buck | HMS Buctouche | HMS Buddleia | HMS Bude | HMS Buffalo | HMS Bugloss | HMS Bulldog | HMS Bullen | HMS Bullfinch | HMS Bullfrog | HMS Bullrush | HMS Bull | HMS Bulolo | HMS Bulrush | HMS Bulwark | HMS Bulwark (1780) | HMS Bulwark (?) | HMS Bulwark (1859) | HMS Bulwark (1860) | HMS Bulwark (1899) | HMS Bulwark (R08) | HMS Bulwark (L15) | HMS Burchett | HMS Burdock | HMS Burford | HMS Burges | HMS Burghead Bay | HMS Burley | HMS Burlington | HMS Burnaston | HMS Burnet | HMS Burnham | HMS Burnie | HMS Burslem | HMS Burton | HMS Burwell | HMS Bury | HMS Buss | HMS Bustard | HMS Bustler | HMS Busy | HMS Buttercup | HMS Butterfly | HMS Buttington | HMS Buttress | HMS Buxton | HMS Buzzard | HMS Byard | HMS Byron

### C
HMS C-1 | HMS C-2 | HMS C-3 | HMS C-4 | HMS C-5 | HMS C-6 | HMS C-7 | HMS C-8 | HMS C-9 | HMS C-10 | HMS C-11 | HMS C-12 | HMS C-13 | HMS C-14 | HMS C-15 | HMS C-16 | HMS C-17 | HMS C-18 | HMS C-19 | HMS C-20 | HMS C-21 | HMS C-22 | HMS C-23 | HMS C-24 | HMS C-25 | HMS C-26 | HMS C-27 | HMS C-28 | HMS C-29 | HMS C-30 | HMS C-31 | HMS C-32 | HMS C-33 | HMS C-34 | HMS C-35 | HMS C-36 | HMS C-37 | HMS C-38 | HMS Ça Ira | HMS Cabot | HMS Cachalot | HMS Caddisfly | HMS Cadiz (D79) | HMS Cadmus | HMS Caerleon | HMS Caesar | HMS Caesar (1777) | HMS Caesar (1793) | HMS Caesar (1853) | HMS Caesar (1896) | HMS Caesar (R07) | HMS Caicos | HMS Cairns | HMS Cairo (D87) | HMS Caistor Castle (K690) | HMS Calabash | HMS Calcutta | HMS Calcutta (1795) | HMS Calcutta (1831) | HMS Calcutta (1868) | HMS Calcutta (1883) | HMS Calcutta (1918) | HMS Caldecot Castle | HMS Calder | HMS Caldwell | HMS Caledon | HMS Caledonia | HMS Calendula | HMS Calgary | HMS Calliope | HMS Calpe | HMS Calshot Castle | HMS Calton | HMS Calypso | HMS Cam | HMS Camberford | HMS Camberley | HMS Cambria | HMS Cambrian | HMS Cambridge | HMS Cambridgeshire | HMS Camel | HMS Cameleon | HMS Camellia | HMS Cameron | HMS Camilla | HMS Campania | HMS Campania (1915) | HMS Campania (1944) | HMS Campanula | HMS Campaspe | HMS Campbell | HMS Campbeltown | HMS Campbeltown (I42) | HMS Campbeltown (F86) | HMS Camperdown | HMS Camperdown (1797) | HMS Camperdown (1885) | HMS Camperdown (D32) | HMS Camphaan | HMS Campion | HMS Camrose | HMS Canada | HMS Canberra | HMS Canceaux | HMS Candytuft | HMS Canning | HMS Canopus | HMS Canso | HMS Canterbury | HMS Canterbury Castle | HMS Cap de la Madeleine | HMS Cape Breton | HMS Cape Scott | HMS Cape Wrath | HMS Capel | HMS Capelin | HMS Capetown | HMS Capilano | HMS Caprice | HMS Captain | HMS Captain (1787) | HMS Captain (1869) | HMS Captivity | HMS Caradoc | HMS Caraquet | HMS Carcass | HMS Cardiff | HMS Cardiff (1652) | HMS Cardiff (1917) | HMS Cardiff (D108) | HMS Cardigan Bay | HMS Cardingham | HMS Careful | HMS Carew Castle | HMS Carhampton | HMS Carisbrooke Castle (K379) | HMS Carlisle | HMS Carlotta | HMS Carlplace | HMS Carmen | HMS Carnarvon | HMS Carnarvon Bay | HMS Carnarvon Castle | HMS Carnatic | HMS Carnation | HMS Caroles | HMS Carolina | HMS Caroline | HMS Carrere | HMS Carrick | HMS Carrick II | HMS Carrier | HMS Carron | HMS Carronade | HMS Carstairs | HMS Carysfort | HMS Cashel | HMS Cassandra | HMS Cassius | HMS Castilian | HMS Castle | HMS Castlemaine | HMS Castlereagh | HMS Castleton | HMS Castor | HMS Cat | HMS Caterham | HMS Catherine | HMS Cato | HMS Caton | HMS Catterick | HMS Cattistock | HMS Cattistock (1917) | HMS Cattistock (L35) | HMS Cattistock (M31) | HMS Caunton | HMS Cauvery | HMS Cavalier | HMS Cavan | HMS Cavendish | HMS Cawsand | HMS Cawsand Bay | HMS Cayman | HMS Cayuga | HMS CC-1 | HMS CC-2 | HMS Ceanothus | HMS Cedarwood | HMS Celandine | HMS Celebes | HMS Celerity | HMS Celt | HMS Censeur | HMS Censor | HMS Centaur | HMS Centurion | HMS Centurion (1650) | HMS Centurion (1691) | HMS Centurion (1732) | HMS Centurion (1774) | HMS Centurion (1844) | HMS Centurion (1892) | HMS Centurion (1911) | HMS Centurion (1945) | HMS Cephalus | HMS Cerberus | HMS Ceres | HMS Ceres (1777) | HMS Ceres (1781) | HMS Ceres (1917) | HMS Cerf | HMS Cesar | HMS Cessnock | HMS Ceylon | HMS Ceylon (1808) | HMS Ceylon (1915) | HMS Ceylon (1943) | HMS CH-14 | HMS CH-15 | HMS Chailey | HMS Chaleur | HMS Challenger | HMS Challenger (1806) | HMS Challenger (1813) | HMS Challenger (1826) | HMS Challenger (1845) | HMS Challenger (1858) | HMS Challenger (1902) | HMS Challenger (1931) | HMS Challenger (K07) | HMS Chambly | HMS Chameleon | HMS Chamois | HMS Champion | HMS Champlain | HMS Chance | HMS Chanticleer | HMS Chaplet | HMS Charger | HMS Charity (R29) | HMS Charles | HMS Charles and Henry | HMS Charles Galley | HMS Charles Upham | HMS Charles V | HMS Charlestown | HMS Charlestown (1780) | HMS Charlestown (I21) | MS Charlock | HMS Charlotte | HMS Charlottetown | HMS Charon | HMS Charwell | HMS Charybdis | HMS Charybdis (1809) | HMS Charybdis (1831) | HMS Charybdis (1859) | HMS Charybdis (1893) | HMS Charybdis (88) | HMS Charybdis (F75) | HMS Chaser | HMS Chasseur | HMS Chatham | HMS Chatham (1666) | HMS Chatham (1673) | HMS Chatham (1691) | HMS Chatham (1716) | HMS Chatham (1741) | HMS Chatham (1758) | HMS Chatham (1788) | HMS Chatham (1790) | HMS Chatham (1793) | HMS Chatham (1811) | HMS Chatham (1812) | HMS Chatham (1813) | HMS Chatham (1835) | HMS Chatham (1911) | HMS Chatham (F87) | HMS Chatham Double | HMS Chatham Hulk | HMS Chatham Prize | HMS Chatsgrove | HMS Chaudiere | HMS Chawton | HMS Cheam | HMS Chebogue | HMS Chedabucto | HMS Chediston | HMS Cheerful | HMS Cheerly | HMS Chelmer | HMS Chelmsford | HMS Chelsea | HMS Chelsham | HMS Cheltenham | HMS Chepstow | HMS Chepstow Castle | HMS Chequers | HMS Cheriton | HMS Cherwell | HMS Cherokee | HMS Cherub | HMS Cherwell | HMS Chesapeake | HMS Cheshire | HMS Chester | HMS Chester Castle | HMS Chesterfield | HMS Chestnut | HMS Cheviot | HMS Chevreuil | HMS Chevron | HMS Chichester | HMS Chicoutimi | HMS Chiddingfold | HMS Chieftain | HMS Chignecto | HMS Chilcompton | HMS Childers | HMS Childs Play | HMS Chillingham | HMS Chilliwick | HMS Chilton | HMS Chippeway | HMS Chittagong | HMS Chivalrous | HMS Cholmondeley | HMS Christ | HMS Christchurch Castle | HMS Christian VII | HMS Christopher | HMS Christopher Spayne | HMS Chrysanthemum | HMS Chub | HMS Chubb | HMS Church | HMS Churchill | HMS Cicala | HMS Cicero | HMS Circassian | HMS Circe | HMS Circe (1785) | HMS Circe (1804) | HMS Circe (1827) | HMS Circe (1892) | HMS Circe (1942) | HMS Citadel | HMS Clacton | HMS Clara | HMS Clarbeston | HMS Clare | HMS Clare Castle | HMS Clarence | HMS Clarkia | HMS Claudia | HMS Claverhouse | HMS Clavering Castle | HMS Claymore | HMS Clayoquot | HMS Clematis | HMS Cleopatra | HMS Cleveland | HMS Clifton | HMS Clinker | HMS Clinton | HMS Clio | HMS Clitheroe Castle | HMS Clive | HMS Clonmel | HMS Clorinde | HMS Clove Tree | HMS Clovelly | HMS Clover | HMS Clown | HMS Clun Castle | HMS Clyde | HMS Clydebank | HMS Coaticook | HMS Cobalt | HMS Cobham | HMS Cobourg | HMS Cobra | HMS Cochin | HMS Cochrane | HMS Cockade | HMS Cockatrice | HMS Cockburn | HMS Cockchafer | HMS Codrington | HMS Colac | HMS Colchester | HMS Colchester Castle | HMS Colibri | HMS Colleen | HMS Collingwood | HMS Collingwood (1841) | HMS Collingwood (1882) | HMS Collingwood (1908) | HMS Collingwood (1940) | HMS Collins | HMS Collinson | HMS Colne | HMS Colombe | HMS Colombo | HMS Colossus | HMS Colossus (1787) | HMS Colossus (1803) | HMS Colossus (1882) | HMS Colossus (1910) | HMS Colossus (R15) | HMS Coltsfoot | HMS Columbia | HMS Columbine | HMS Colwyn | HMS Combatant | HMS Combustion | HMS Comet | HMS Comet (1695) | HMS Comet (1742) | HMS Comet (1756) | HMS Comet (1758) | HMS Comet (1777) | HMS Comet (1779) | HMS Comet (1783) | HMS Comet (1807) | HMS Comet (1822) | HMS Comet (1828) | HMS Comet (1869) | HMS Comet (1870) | HMS Comet (1880.) | HMS Comet (1910) | HMS Comet (1931) | HMS Comet (1944) | HMS Comfrey | HMS Commandant d'Estienne d'Orves | HMS Commandant Detroyat | HMS Commandant Domine | HMS Commandant Drogou | HMS Commandant Duboc | HMS Commerce de Marseille | HMS Commonwealth | HMS Comox | HMS Comus | HMS Conception | HMS Concord | HMS Concorde | HMS Condamine | HMS Condor | HMS Confederate | HMS Confiance | HMS Conflagration | HMS Conflict | HMS Confounder | HMS Congo | HMS Coniston | HMS Conn | HMS Conquerant | HMS Conquerante | HMS Conqueror | HMS Conqueror (1745) | HMS Conqueror (1758) | HMS Conqueror (1773) | HMS Conqueror (1801) | HMS Conqueror (1855) | HMS Conqueror (1881) | HMS Conqueror (1911) | HMS Conqueror (1939) | HMS Conqueror (S48) | HMS Conquest | HMS Conquestador | HMS Conrad | HMS Consort | HMS Constance | HMS Constant | HMS Constant John | HMS Constant Reformation | HMS Constant Warwick | HMS Constitution | HMS Content | HMS Contest | HMS Convert | HMS Convertine | HMS Convolvulus | HMS Convulsion | HMS Conway | HMS Conway (1813) | HMS Conway (1820) | HMS Conway (1825) | HMS Conway (1832) | HMS Conway (1832, 2.) | HMS Conway (1859) | HMS Conway (1861) | HMS Conway (1876) | HMS Cook | HMS Cooke | HMS Cootamundra | HMS Coote | HMS Coppercliff | HMS Coquette | HMS Coquille | HMS Coral Snake | HMS Cordelia | HMS Coreopsis | HMS Corfe Castle | HMS Coriander | HMS Cormorant | HMS Cornel | HMS Cornelia | HMS Cornelian | HMS Cornerbrook | HMS Cornet Castle | HMS Cornflower | HMS Cornwall | HMS Cornwall (1692) | HMS Cornwall (1761) | HMS Cornwall (1812) | HMS Cornwall (1902) | HMS Cornwall (56) | HMS Cornwall (F99) | HMS Cornwallis | HMS Coromandel | HMS Coronation | HMS Corso | HMS Corunna (D97) | HMS Cosby | HMS Cossack (F03) | HMS Cotswold | HMS Cottesmore | HMS Cottesmore (1917) | HMS Cottesmore (L78) | HMS Cottesmore (M32) | HMS Cotton | HMS Coucy | HMS Counterguard | HMS Countess of Hopetown | HMS Courageous | HMS Courageous (1761) | HMS Courageous (1799) | HMS Courageous (1800) | HMS Courageous (1916) | HMS Courageous (1970) | HMS Courageux | HMS Courbet | HMS Coureur | HMS Coureuse | HMS Courier | HMS Courser | HMS Courtneay | HMS Coventry | HMS Coventry (1658) | HMS Coventry (1695) | HMS Coventry (1757) | HMS Coventry (1916) | HMS Coventry (1962) | HMS Coventry (D118) | HMS Coventry (F98) | HMS Cowdray | HMS Cowes Castle | HMS Cowichan | HMS Cowling Castle | HMS Cowper | HMS Cowra | HMS Cowslip | HMS Craccher | HMS Crache-Feu | HMS Cracker | HMS Cradley | HMS Crafty | HMS Craigie | HMS Crane | HMS Cranefly | HMS Cranham | HMS Cranstoun | HMS Crash | HMS Craufurd | HMS Crediton | HMS Creole | HMS Crescent | HMS Cressy | HMS Cretan | HMS Criccieth Castle | HMS Crichton | HMS Cricket | HMS Crispin | HMS Crocodile | HMS Crocus | HMS Crofton | HMS Cromarty | HMS Cromer | HMS Cromer Castle | HMS Cromwell | HMS Croome | HMS Crossbow | HMS Crow | HMS Crown | HMS Crown Malago | HMS Crown Prize | HMS Croxton | HMS Crozier | HMS Croziers | HMS Cruelle | HMS Cruiser | HMS Cruizer | HMS Crusader | HMS Crystal | HMS Cuba | HMS Cubitt | HMS Cuckmere | HMS Cuckoo | HMS Cuffley | HMS Culgoa | HMS Cullin Sound | HMS Culloden | HMS Culver | HMS Culverin | HMS Cumberland | HMS Cumberland (1695) | HMS Cumberland (1710) | HMS Cumberland (1739) | HMS Cumberland (1774) | HMS Cumberland (1807) | HMS Cumberland (1842) | HMS Cumberland (7.) | HMS Cumberland (8.) | HMS Cumberland (9.) | HMS Cumberland (10.) | HMS Cumberland (11.) | HMS Cumberland (12.) | HMS Cumberland (1902) | HMS Cumberland (57) | HMS Cumberland (F85) | HMS Cupar | HMS Cupid | HMS Curacoa | HMS Curieux | HMS Curlew | HMS Curragh | HMS Curzon | HMS Cutlass | HMS Cutter | HMS Cuttle | HMS Cuxton | HMS Cyane | HMS Cybele | HMS Cyclamen | HMS Cyclops | HMS Cydnus | HMS Cygnet | HMS Cynthia | HMS Cyrene | HMS Cyrus | HMS Czarevitch

### D
HMS D-1 | HMS D-2 | HMS D-3 | HMS D-4 | HMS D-5 | HMS D-6 | HMS D-7 | HMS D-8 | HMS D-9 | HMS D-10 | HMS Dacres | HMS Daedalus | HMS Daffodil | HMS Dagger | HMS Dahlia | HMS Dainty | HMS Daisy | HMS Dakins | HMS Dalhousie | HMS Dalrymple | HMS Dalswinton | HMS Dame de Grace | HMS Damerham | HMS Dampier | HMS Danae | HMS Dangereuse | HMS Daniel | HMS Dannemark | HMS Danube | HMS Daphne | HMS Dapper | HMS Daring | HMS Daring (1804) | HMS Daring (1844) | HMS Daring (1874) | HMS Daring (1893) | HMS Daring (1932) | HMS Daring (D05) | HMS Daring (D32) | HMS Darlaston | HMS Darsham | HMS Dart | HMS Dartington | HMS Dartmoor | HMS Dartmouth | HMS Darwin | HMS Dasher | HMS Date Tree | HMS Dauntless | HMS Dauntless (1804) | HMS Dauntless (1808) | HMS Dauntless (1847) | HMS Dauntless (1918) | HMS Dauntless (2007) | HMS Dauphin | HMS Dauphin Royal | HMS Davenham | HMS David | HMS Dawlish | HMS Dawson | HMS De Ruyter | HMS Deale | HMS Deale Castle | HMS Deane | HMS Decade | HMS Deccan | HMS Decibel | HMS Decouverte | HMS Decoy | HMS Decoy (1871) | HMS Decoy (1911) | HMS Decoy (1932) | HMS Decoy (D106) | HMS Dedaigneuse | HMS Dee | HMS Deepwater | HMS Defence | HMS Defence (1763) | HMS Defence (1907) | HMS Defence (1945) | HMS Defender | HMS Defiance (1783) | HMS Dego | HMS Delaware | HMS Delft | HMS Delhi | HMS Delight | HMS Deloraine | HMS Delphinen | HMS Delphinium | HMS Demerara | HMS Demirhisar | HMS Demon | HMS Denbigh Castle (K696) | HMS Dennis | HMS Dependence | HMS Deptford | HMS Deptford Prize | HMS Deptford Transport | HMS Derby | HMS Derby Haven | HMS Derg | HMS Derrington | HMS Dervish | HMS Derwent | HMS Deschaineux | HMS Desford | HMS Desire | HMS Desiree | HMS Despatch | HMS Desperante | HMS Desperate | HMS Destiny | HMS Destruction | HMS Determinee | HMS Detroit | HMS Deux Amis | HMS Devastation | HMS Devastation (1804) | HMS Devastation (1820) | HMS Devastation (1841) | HMS Devastation (1871) | HMS Deveron | HMS Devizes Castle | HMS Devonshire | HMS Devonshire (1692) | HMS Devonshire (1710) | HMS Devonshire (1745) | HMS Devonshire (1804) | HMS Devonshire (1812) | HMS Devonshire (1904) | HMS Devonshire (39) | HMS Devonshire (D02) | HMS Dexterous | HMS Dextrous | HMS Dhyffe Castle | HMS Diadem | HMS Diamantina | HMS Diamond | HMS Diamond Snake | HMS Diana | HMS Dianella | HMS Dianthus | HMS Dictator | HMS Dido | HMS Dido (1784) | HMS Dido (1836) | HMS Dido (1861) | HMS Dido (1869) | HMS Dido (1896) | HMS Dido (37) | HMS Dido (F104) | HMS Didon | HMS Dieppe | HMS Digby | HMS Diligence | HMS Diligent | HMS Diligente | HMS Dilston | HMS Dingley | HMS Diomede | HMS Dipper | HMS Director | HMS Dirk | HMS Discovery | HMS Discovery (1776) | HMS Discovery (1791) | HMS Discovery (1875) | HMS Disdain | HMS Dispatch | HMS Dittany | HMS Dittisham | HMS Diver | HMS Dodman Point | HMS Dogstar | HMS Dolphin | HMS Dolphins Prize | HMS Dolwen | HMS Domett | HMS Dominica | HMS Dominion | HMS Don | HMS Doncaster | HMS Donegal | HMS Donovan | HMS Doomba | HMS Doon | HMS Dordrecht | HMS Doris | HMS Dorking | HMS Dornoch | HMS Dorothea | HMS Dorset | HMS Dorsetshire | HMS Dorsetshire (1694) | HMS Dorsetshire (1757) | HMS Dorsetshire (40) | HMS Doterel | HMS Dotterel | HMS Douglas | HMS Dove | HMS Dover | HMS Dover Castle | HMS Dover Prize | HMS Dovey | HMS Downham | HMS Downley | HMS Dragon | HMS Dragon Prize | HMS Dragonfly | HMS Drake | HMS Dreadful | HMS Dreadnought | HMS Dreadnought (1573) | HMS Dreadnought (1691) | HMS Dreadnought (1742) | HMS Dreadnought (1801) | HMS Dreadnought (1875) | HMS Dreadnought (1906) | HMS Dreadnought (S101) | HMS Dreadnought Prize | HMS Driver | HMS Drochterland | HMS Drogheda | HMS Dromedary | HMS Droxford | HMS Drudge | HMS Druid | HMS Drumheller | HMS Drummondville | HMS Drury | HMS Dryad | HMS Dryad (1795) | HMS Dryad (1860) | HMS Dubbo | HMS Dubford | HMS Dublin | HMS Duc d'Aquitaine | HMS Duc d'Estissac | HMS Duc de Chartres | HMS Duc de la Vauginon | HMS Duchess | HMS Duchess of Cumberland | HMS Duckworth | HMS Duddon | HMS Dudley Castle | HMS Due Repulse | HMS Duff | HMS Dufferin | HMS Dufton | HMS Duguay Trouin | HMS Duke | HMS Duke of Edinburgh | HMS Duke of Kent | HMS Duke of Wellington | HMS Duke of York (17) | HMS Duke William | HMS Dullisk Cove | HMS Dulverton | HMS Dulverton (L63) | HMS Dulverton (M35) | HMS Dumbarton | HMS Dumbarton Castle | HMS Dumbarton Castle (1707) | HMS Dumbarton Castle (K388) | HMS Dumbarton Castle (P265) | HMS Dumbleton | HMS Dunbar | HMS Duncan | HMS Duncan (1804) | HMS Duncan (1811) | HMS Duncan (1859) | HMS Duncan (1901) | HMS Duncan (D99) | HMS Duncan (F80) | HMS Duncan (D37) | HMS Duncansby Head | HMS Dundalk | HMS Dundas | HMS Dundee | HMS Dundrum Bay | HMS Dunedin | HMS Dungeness | HMS Dunira | HMS Dunkerton | HMS Dunkirk | HMS Dunkirk (1656) | HMS Dunkirk (1660) | HMS Dunkirk (1754) | HMS Dunkirk (D09) | HMS Dunkirk Prize | HMS Dunmore | HMS Dunoon | HMS Dunster Castle | HMS Dunvegan | HMS Dunver | HMS Dunwich | HMS Duquesne | HMS Durban | HMS Durham | HMS Dursley Galley | HMS Durweston | HMS Dutiful | HMS Dwarf

### E
HMS E1 | HMS E2 | HMS E3 | HMS E4 | HMS E5 | HMS E6 | HMS E7 | HMS E8 | HMS E9 | HMS E10 | HMS E11 | HMS E12 | HMS E13 | HMS E14 | HMS E15 | HMS E16 | HMS E17 | HMS E18 | HMS E19 | HMS E20 | HMS E21 | HMS E22 | HMS E23 | HMS E24 | HMS E25 | HMS E26 | HMS E27 | HMS E28 | HMS E29 | HMS E30 | HMS E31 | HMS E32 | HMS E33 | HMS E34 | HMS E35 | HMS E36 | HMS E37 | HMS E38 | HMS E39 | HMS E40 | HMS E41 | HMS E42 | HMS E43 | HMS E44 | HMS E45 | HMS E46 | HMS E47 | HMS E48 | HMS E49 | HMS E50 | HMS E51 | HMS E52 | HMS E53 | HMS E54 | HMS E55 | HMS E56 | HMS E57 | HMS E58 | HMS Eagle | HMS Eagle (1650) | HMS Eagle (2.) | HMS Eagle (3.) | HMS Eagle (4.) | HMS Eagle (5.) | HMS Eagle (6.) | HMS Eagle (7.) | HMS Eagle (8.) | HMS Eagle (9.) | HMS Eagle (10.) | HMS Eagle (11.) | HMS Eagle (12.) | HMS Eagle (13.) | HMS Eagle (1918) | HMS Eagle (1944) | HMS Eagle (R05) | HMS Eagle Shallop | HMS Eaglet | HMS Earl | HMS Earl of Chatham | HMS Earl of Denbigh | HMS Earl of Egmont | HMS Earl of Northampton | HMS Earl of Peterborough | HMS Earl Roberts | HMS Earnest | HMS Eastbourne | HMS Easton | HMS Eastview | HMS Eastway | HMS Echo | HMS Echo (1758) | HMS Echo (1780) | HMS Echo (1782) | HMS Echo (1797) | HMS Echo (1809) | HMS Echo (1827) | HMS Echo (H23) | HMS Echo (A72) | HMS Echo (H87) | HMS Echuca | HMS Eclair | HMS Eclipse | HMS Edderton | HMS Eden | HMS Edgar | HMS Edgar (1668) | HMS Edgar (1758) | HMS Edgar (1779) | HMS Edgar (1859) | HMS Edgar (1858) | HMS Edgar (1890) | HMS Edgar (51) | HMS Edgar (1945) | HMS Edgeley | HMS Edinburgh | HMS Edinburgh (1707) | HMS Edinburgh (1716) | HMS Edinburgh (1811) | HMS Edinburgh (1882) | HMS Edinburgh (C16) | HMS Edinburgh (D97) | HMS Edlingham | HMS Edmonton | HMS Edmundston | HMS Edward | HMS Effingham | HMS Egeria | HMS Eggesford | HMS Eglantine | HMS Eglinton | HMS Egmont | HMS Egremont | HMS Egremont Castle | HMS Egret (L75) | HMS Ehkoli | HMS Eideren | HMS Ekins | HMS El Corso | HMS El Vivo | HMS Eleanor | HMS Electra | HMS Elephant | HMS Elephant (1705) | HMS Elephant (1776) | HMS Elephant (1786) | HMS Elf | HMS Elfin | HMS Elfreda | HMS Elgin | HMS Elias | HMS Eling | HMS Elizabeth | HMS Elizabeth & Sarah | HMS Elizabeth Bonaventure | HMS Elizabeth Jonas | HMS Elk | HMS Ellinor | HMS Ellinore | HMS Elphinstone | HMS Elsenham | HMS Eltham | HMS Elven | HMS Embleton | HMS Emerald | HMS Emersham | HMS Emilia | HMS Emilien | HMS Emily | HMS Emperor | HMS Emperor of India (1913) | HMS Empire | HMS Empire Anvil | HMS Empire Arquebus | HMS Empire Battleaxe | HMS Empire Broadsword | HMS Empire Comfort | HMS Empire Crossbow | HMS Empire Cutlass | HMS Empire Gauntlet | HMS Empire Halberd | HMS Empire Javelin | HMS Empire Lance | HMS Empire Mace | HMS Empire Peacemaker | HMS Empire Rapier | HMS Empire Rest | HMS Empire Shelter | HMS Empire Spearhead | HMS Empress | HMS Empress Mary | HMS Empress of India | HMS Emsworth | HMS Emulous | HMS Enard Bay | HMS Enchantress | HMS Encounter | HMS Endeavour | HMS Endeavour (1652) | HMS Endeavour (1694, I.) | HMS Endeavour (1694, II.) | HMS Endeavour (1763, I.) | HMS Endeavour (1763, II.) | HMS Endeavour (1768) | HMS Endeavour (1775) | HMS Endeavour (1912) | HMS Endeavour Bark | HMS Endeavour Transport | HMS Endurance | HMS Endurance (1967) | HMS Endurance (A171) | HMS Endymion | HMS Endymion (1779) | HMS Endymion (1797) | HMS Endymion (1865) | HMS Endymion (1891) | HMS Engadine | HMS Engadine (1911) | HMS Engadine (1941) | HMS Engageante | HMS England | HMS Enterprise | HMS Enterprise (1705) | HMS Enterprise (1709) | HMS Enterprise (1743) | HMS Enterprise (1718) | HMS Enterprise (1774) | HMS Enterprise (1848) | HMS Enterprise (1864) | HMS Enterprise (D52) | HMS Enterprise (A71) | HMS Enterprise (H88) | HMS Entreprenante | HMS Epervier | HMS Ephira | HMS Ephraim | HMS Epinal | HMS Epreuve | HMS Epsom | HMS Erebus | HMS Erebus (1826) | HMS Erebus (1916) | HMS Erica | HMS Eridanus | HMS Eridge | HMS Erin | HMS Erne (U03) | HMS Errant | HMS Eruption | HMS Escapade | HMS Escort | HMS Esk | HMS Eskdale | HMS Eskimo | HMS Eskimo (F75) | HMS Eskimo (F118) | HMS Esperance | HMS Esperanza | HMS Espiegle | HMS Espion | HMS Espoir | HMS Esquimalt | HMS Essex | HMS Essex (1653) | HMS Essex (1679) | HMS Essex (1760) | HMS Essex (1799) | HMS Essex (1901) | HMS Essex Prize | HMS Essington | HMS Esther | HMS Estridge | HMS Etchingham | HMS Ethalion | HMS Etna | HMS Etrusco | HMS Ettrick | HMS Eugenie | HMS Euphrates | HMS Euphrosyne | HMS Europa | HMS Eurotas | HMS Eurus | HMS Euryalus | HMS Euryalus (1803) | HMS Euryalus (1853) | HMS Euryalus (1877) | HMS Euryalus (1901) | HMS Euryalus (42) | HMS Euryalus (F15) | HMS Eurydice | HMS Eustatia | HMS Evenlode | HMS Everingham | HMS Example | HMS Excalibur | HMS Excellent | HMS Exchange | HMS Exe | HMS Exerton | HMS Exeter | HMS Exeter (1680) | HMS Exeter (1697) | HMS Exeter (1763) | HMS Exeter (1929) | HMS Exeter (D89) | HMS Exmoor | HMS Exmouth | HMS Expedition | HMS Experiment | HMS Exploit | HMS Explorer | HMS Explosion | HMS Express | HMS Extravagant | HMS Eyderen | HMS Eyebright

### F
HMS F-1 | HMS F-2 | HMS F-3 | HMS Fagons | HMS Fair Rhodian | HMS Fair Rosamond | HMS Fairfax | HMS Fairfield | HMS Fairy | HMS Fairy Queen | HMS Faith | HMS Faithful | HMS Fal | HMS Falcon | HMS Falcon Flyboat | HMS Falcon in the Fetterlock | HMS Falcon of the Tower | HMS Falkland | HMS Falkland Prize | HMS Falmouth | HMS Fama | MS Fame | HMS Fancy | HMS Fandango | HMS Fanfan | HMS Fanny | HMS Fantome | HMS Fareham | HMS Farncomb | HMS Farndale | HMS Farnham Castle | HMS Farragut | HMS Fastnet | HMS Faulknor | HMS Faversham | HMS Favorite | HMS Favourite | HMS Fawkner | HMS Fawn | HMS Fearless | HMS Felicidade | HMS Felicite | HMS Felicity | HMS Felix | HMS Felixstowe | HMS Fellowship | HMS Felmersham | HMS Fencer | HMS Fenella | HMS Fennel | HMS Fenton | HMS Fergus | HMS Fermoy | HMS Fernie | HMS Feroze | HMS Ferret | HMS Ferreter | HMS Fervent | HMS Feversham | HMS Fidelity | HMS Fidget | HMS Fierce | HMS Fife (D20) | HMS Fife Ness | HMS Fighter | HMS Fiji (C58) | HMS Filey | HMS Finch | HMS Findhorn | HMS Finisterre (D55) | HMS Finwhale | HMS Fiona | HMS Fireball | HMS Firebrand | HMS Firedrake | HMS Firefly | HMS Firequeen | HMS Firm | HMS Firme | HMS Fisgard | HMS Fishguard | HMS Fiskerton | HMS Fittleton | HMS Fitzroy | HMS Flambeau | HMS Flamborough | HMS Flamborough Head | HMS Flamborough Prize | HMS Flame | HMS Flamer | HMS Flamingo | HMS Flamingo (1876) | HMS Flamingo (U03) | HMS Flash | HMS Flax | HMS Fleche | HMS Fleetwood | HMS Fleetwood (1655) | HMS Fleetwood (1936) | HMS Fleur de la Mer | HMS Fleur de Lys | HMS Flewende Fische | HMS Flight | HMS Flinders | HMS Flint | HMS Flint Castle (K383) | HMS Flintham | HMS Flirt | HMS Flockton | HMS Flora | HMS Florentina | HMS Florida | HMS Floriston | HMS Florizel | HMS Flower de Luce | HMS Fly | HMS Flying Fish | HMS Flying Fox | HMS Flying Greyhound | HMS Foam | HMS Foley | HMS Folkeston | HMS Folkestone | HMS Force | HMS Ford | HMS Fordham | HMS Foresight | HMS Forest Hill | HMS Forester | HMS Forfar | HMS Formidable | HMS Formidable (1898) | HMS Formidable (R67) | HMS Forres | HMS Fort Erie | HMS Fort Francis | HMS Fort William | HMS Fort York | HMS Forte | HMS Forth | HMS Fortitude | HMS Fortituud | HMS Fortune | HMS Fortune Prize | HMS Fortunee | HMS Forward | HMS Foster | HMS Fotheringay Castle | HMS Foudroyant | HMS Fougueux | HMS Fountain | HMS Fowey | HMS Fowy | HMS Fox | HMS Fox (1650) | HMS Fox (1658) | HMS Fox (1690) | HMS Fox (1699) | HMS Fox (1705) | HMS Fox (1740) | HMS Fox (1746) | HMS Fox (1766) | HMS Fox (1733) | HMS Fox (1780) | HMS Fox (1794) | HMS Fox (1799) | HMS Fox (1829) | HMS Fox (1893) | HMS Fox (1967) | HMS Foxglove | HMS Foxhound | HMS Foyle | HMS Franchise | HMS Francis | HMS Franklin | HMS Fraser | HMS Fraserburgh | HMS Frederick William | HMS Frederickstein | HMS Frederickswaern | HMS Fredericton | HMS Freesia | HMS Fremantle | HMS French Ruby | HMS French Victory | HMS Frere | HMS Frettenham | HMS Freya | HMS Friendship | HMS Friezland | HMS Fritham | HMS Fritillary | HMS Frobisher | HMS Frog | HMS Frolic | HMS Frolic (1806) | HMS Frolic (1820) | HMS Frolic (1842) | HMS Frolic (1872) | HMS Frolic (1943) | HMS Frome | HMS Frontenac | HMS Fubbs | HMS Fuerte | HMS Fulmar | HMS Fulminate | HMS Fundy | HMS Furieuse | HMS Furious | HMS Furious (1797) | HMS Furious (1804) | HMS Furious (1850) | HMS Furious (1896) | HMS Furious (1916) | HMS Furnace | HMS Fury | HMS Fuze | HMS Fyen | HMS Fylla

### G
HMS G-1 | HMS G-2 | HMS G-3 | HMS G-4 | HMS G-5 | HMS G-6 | HMS G-7 | HMS G-8 | HMS G-9 | HMS G-10 | HMS G-11 | HMS G-12 | HMS G-13 | HMS G-14 | HMS G-15 | HMS Gabbard (D47) | HMS Gabriel | HMS Gabriel Harfleur | HMS Gabriel Royal | HMS Gaddesdon | HMS Gadfly | HMS Gadwell | HMS Gael | HMS Gaiete | HMS Gaillarda | HMS Gainsborough | HMS Gala | HMS Galatea | HMS Galatea (1776) | HMS Galatea (1797) | HMS Galatea (1810) | HMS Galatea (1859) | HMS Galatea (1887) | HMS Galatea (1914) | HMS Galatea (71) | HMS Galatea (F18) | HMS Galathee | HMS Galgo | HMS Galicia | HMS Gallant (H59) | HMS Gallarita | HMS Gallion | HMS Galliot | HMS Galt | HMS Galteemore | HMS Gambia | HMS Gamston | HMS Gananoque | HMS Ganga | HMS Ganges | HMS Ganges (1782) | HMS Ganges (1821) | HMS Gannet | HMS Ganymede | HMS Gardenia | HMS Gardiner | HMS Garland | HMS Garland (1913) | HMS Garland (H37) | HMS Garlies | HMS Garnet | HMS Garry | HMS Garth | HMS Gascoyne | HMS Gaspe | HMS Gatineau | HMS Gatwick | HMS Gauntlet | HMS Gavinton | HMS Gavotte | HMS Gawler | HMS Gayundah | HMS Gazelle | HMS Geelong | HMS Gelykneid | HMS General Abercrombie | HMS General Craufurd | HMS General Grant | HMS General Monk | HMS General Platt | HMS General Wolfe | HMS Genereux | HMS Genista | HMS Genoa | HMS Gentian | HMS Gentille | HMS George | HMS Georgeham | HMS Georgetown | HMS Georgiana | HMS Geraldton | HMS Geranium | HMS Germaine | HMS Germoon Prize | HMS Gerrans Bay | HMS Geyser | HMS Ghurka | HMS Gibraltar | HMS Gibraltar (1711) | HMS Gibraltar (1754) | HMS Gibraltar (1779) | HMS Gibraltar (1780) | HMS Gibraltar (1860) | HMS Gibraltar (1892) | HMS Gibraltar (1943) | HMS Gibraltar Prize | HMS Gier | HMS Giffard | HMS Gifford | HMS Gift | HMS Gift Minor | HMS Giles | HMS Gilia | HMS Gilliflower | HMS Gipsy (H63) | HMS Girdle Ness | HMS Gironde | HMS Glace Bay | HMS Gladiator | HMS Gladiolus (K34) | HMS Gladstone | HMS Glaisdale | HMS Glamorgan (D19) | HMS Glasgow | HMS Glasgow (1707) | HMS Glasgow (1745) | HMS Glasgow (1757) | HMS Glasgow (1814) | HMS Glasgow (1861) | HMS Glasgow (1909) | HMS Glasgow (1937) | HMS Glasgow (D88) | HMS Glasserton | HMS Glassford | HMS Glatton | HMS Glatton (1795) | HMS Glatton (1855) | HMS Glatton (1871) | HMS Glatton (1915) | HMS Gleaner | HMS Glenarm | HMS Glenearn | HMS Glenelg | HMS Glengyle | HMS Glenmore | HMS Glenroy | HMS Glentham | HMS Globe | HMS Gloire | HMS Glommen | HMS Glorieux | HMS Gloriosa | HMS Glorioso | HMS Glorious | HMS Glory | HMS Glory (1763) | HMS Glory (1781) | HMS Glory (1788) | HMS Glory (1899) | HMS Glory (R62) | HMS Glory IV | HMS Gloucester | HMS Gloucester (1654) | HMS Gloucester (1695) | HMS Gloucester (1709) | HMS Gloucester (1711) | HMS Gloucester (1737) | HMS Gloucester (1745) | HMS Gloucester (1807) | HMS Gloucester (1812) | HMS Gloucester (1909) | HMS Gloucester (C62) | HMS Gloucester (1956) | HMS Gloucester (D96) | HMS Glowworm (H92) | HMS Gloxinia | HMS Gluckstadt | HMS Gnat | HMS Goathland | HMS Godavari | HMS Goderich | HMS Godetia | HMS Goelan | HMS Gold Coast | HMS Golden Falcon | HMS Golden Fleece | HMS Golden Hind | HMS Golden Horse | HMS Golden Lion | HMS Golden Rose | HMS Goldfinch | HMS Goliath | HMS Goliath (1.) | HMS Goliath (1898) | HMS Gomati | HMS Gondwana | HMS Good Fortune | HMS Good Hope | HMS Good Hope (1901) | HMS Good Intent | HMS Good Will | HMS Goodall | HMS Goodson | HMS Goodwin | HMS Goodwood | HMS Goole | HMS Goose Bay | HMS Gordon | HMS Gore | HMS Goree | HMS Gorey Castle | HMS Gorgon | HMS Gorleston | HMS Goshawk | HMS Gosport | HMS Gossamer | HMS Goulburn | HMS Gould | HMS Gozo | HMS Grace | HMS Grace Dieu | HMS Grace of God | HMS Grafton | HMS Grafton (H89) | HMS Grafton (F80) | HMS Gramont | HMS Grampian | HMS Grampus | HMS Grampus (1731) | HMS Grampus (1743) | HMS Grampus (1746) | HMS Grampus (1750) | HMS Grampus (1795) | HMS Grampus (1802) | HMS Grampus (1784) | HMS Grampus (1910) | HMS Grampus (N56) | HMS Grampus (S04) | HMS Grana | HMS Granby | HMS Grand Turk | HMS Grandmere | HMS Grandmistress | HMS Granicus | HMS Grantham | HMS Graph | HMS Grappler | HMS Grass Snake | HMS Grasshopper | HMS Grasshopper (1806) | HMS Grasshopper (1938) | HMS Grasshopper (Weymouth) | HMS Gravelines (D24) | HMS Grayfly | HMS Grays | HMS Great Barbara | HMS Great Bark | HMS Great Elizabeth | HMS Great Galley | HMS Great Harry | HMS Great Nicholas | HMS Great Pinnace | HMS Great Zabra | HMS Greatford | HMS Grecian | HMS Green Linnet | HMS Grenada | HMS Grenade (H86) | HMS Grenado | HMS Greenfish | HMS Greenfly | HMS Greenock | HMS Greenwich | HMS Greetham | HMS Grenville (H03) | HMS Gretna | HMS Grey Fox | HMS Grey Wolf | HMS Greyhond | HMS Greyhound | HMS Greyhound (1545) | HMS Greyhound (1585) | HMS Greyhound (1636) | HMS Greyhound (1657) | HMS Greyhound (1672) | HMS Greyhound (1694) | HMS Greyhound (1712) | HMS Greyhound (1719) | HMS Greyhound (1741) | HMS Greyhound (1763) | HMS Greyhound (1773) | HMS Greyhound (1780) | HMS Greyhound (1783) | HMS Greyhound (1813) | HMS Greyhound (1859) | HMS Greyhound (1900) | HMS Greyhound (H05) | HMS Greyhound (1944) | HMS Griffin (H31) | HMS Griffon | HMS Grille | HMS Grimsby | HMS Grindall | HMS Grinder | HMS Griper | HMS Grisle | HMS Grou | HMS Grouper | HMS Grove | HMS Growler | HMS Guachapin | HMS Guadeloupe | HMS Guardian | HMS Guardland | HMS Guelderland | HMS Guelph | HMS Guepe | HMS Guernsey | HMS Guerriere | HMS Guilder De Ruyter | HMS Guildford | HMS Guildford Castle | HMS Guillemot | HMS Guinea | HMS Guinevere | HMS Gull | HMS Gulnare | HMS Gurkha | HMS Gurkha (1.) | HMS Gurkha (F20) | HMS Gurkha (G63) | HMS Gurkha (F122) | HMS Guysborough | HMS Gympie | HMS Gipsy (H63)

### H
HMS Halcyon | HMS Halcyon (1803) | HMS Halcyon (1813) | HMS Halcyon (1894) | HMS Halcyon (1916) | HMS Halcyon (1933) | HMS Halifax | HMS Hampshire | HMS Hampshire (1903) | HMS Hampshire (FY173) | HMS Hampshire (D06) | HMS Hampton | HMS Handy | HMS Hannibal | HMS Hardy | HMS Hardy (1896) | HMS Hardy (1912) | HMS Hardy (H87) | HMS Hardy (R08) | HMS Hardy (F54) | HMS Harpy | HMS Harrier | HMS Hartland | HMS Hart | HMS Harvester | HMS Hasty (H24) | HMS Haughty | HMS Havant | HMS Havelock | HMS Havock | HMS Havock (1893) | HMS Havock (H43) | HMS Hawke | HMS Hawkins | HMS Hazard | HMS Heartsease | HMS Heather | HMS Hebe | HMS Hebe (1782) | HMS Hebe (1804) | HMS Hebe (1826) | HMS Hebe (1892) | HMS Hebe (1936) | HMS Hecla | HMS Hecla (1815) | HMS Hecla (A133) | HMS Heliotrope | HMS Hepatica | HMS Herald | HMS Herald (1.) | HMS Herald (H138) | HMS Hercules | HMS Hercules (1759) | HMS Hercules (1815) | HMS Hercules (1868) | HMS Hercules (1910) | HMS Hercules (1943) | HMS Hereward (H93) | HMS Hermes | HMS Hermes (1913) | HMS Hermes (95) | HMS Hermes (R12) | HMS Hermione | HMS Hero | HMS Hero (1759) | HMS Hero (1803) | HMS Hero (1816) | HMS Hero (1858) | HMS Hero (1885) | HMS Hero (H99) | HMS Hesperus (H57) | HMS Hibernia | HMS Hibernia (1765) | HMS Hibernia (1804) | HMS Hibernia (1863) | HMS Hibernia (1905) | HMS Hibiscus | HMS Hibiscus (1917) | HMS Hibiscus (K24) | HMS Highflyer | HMS Highflyer (1813) | HMS Highflyer (1822) | HMS Highflyer (1851) | HMS Highflyer (1898) | HMS Highlander | HMS Hilary | HMS Hillary | HMS Hindustan | HMS Hind | HMS Holderness | HMS Hollyhock | HMS Honesty | HMS Honeysuckle | HMS Hood | HMS Hood (1859) | HMS Hood (1891) | HMS Hood (51) | HMS Hope | HMS Hornet | HMS Hornet (1893) | HMS Hornet (1911) | HMS Hostile (H55) | HMS Hotspur | HMS Hotspur (1810) | HMS Hotspur (1828) | HMS Hotspur (1870) | HMS Hotspur (H01) | HMS Howe | HMS Howe (1860) | HMS Howe (1885) | HMS Howe (1916) | HMS Howe (1940) | HMS Hunter | HMS Hunter (1646) | HMS Hunter (2.) | HMS Hunter (3.) | HMS Hunter (4.) | HMS Hunter (5.) | HMS Hunter (6.) | HMS Hunter (7.) | HMS Hunter (8.) | HMS Hunter (9.) | HMS Hunter (10.) | HMS Hunter (11.) | HMS Hunter (12.) | HMS Hunter (13.) | HMS Hunter (14.) | HMS Hunter (H35) | HMS Hunter (1943) | HMS Hunter (1983) | HMS Hurricane (H06) | HMS Hurworth | HMS Hussar | HMS Hussar (1757) | HMS Hussar (1763) | HMS Hussar (1780) | HMS Hussar (1784) | HMS Hussar (1798) | HMS Hussar (1799) | HMS Hussar (1807) | HMS Hussar (1894) | HMS Hussar (1934) | HMS Hyacinth | HMS Hyacinth (1829) | HMS Hyacinth (1881) | HMS Hyacinth (1898) | HMS Hyacinth (K84) | HMS Hyderabad | HMS Hydrangea | HMS Hyperion (H97) | HMS Hythe

### I
HMS Ibis (U99) | HMS Icarus | HMS Icarus (1814) | HMS Icarus (1858) | HMS Icarus (1885) | HMS Icarus (D03) | HMS Ickford | HMS Ignotion | HMS Ildefonso | HMS Ilex (D61) | HMS Ilfracombe | HMS Illustrious | HMS Ilmington | HMS Ilston | HMS Imaum | HMS Immortalite | HMS Imogene (D44) | HMS Imogen | HMS Imperial (D09) | HMS Imperieuse | HMS Imperieuse (1793) | HMS Imperieuse (1852) | HMS Imperieuse (1883) | HMS Impeteux | HMS Impey | HMS Implacable | HMS Implacable (1800) | HMS Implacable (1899) | HMS Implacable (R86) | HMS Impregnable | HMS Impulsive (D11) | HMS Incendiary | HMS Incharran | HMS Inconstant | HMS Inconstant (1914) | HMS Inconstant (H49) | HMS Increase | HMS Indefatigable | HMS Indefatigable (1784) | HMS Indefatigable (1804) | HMS Indefatigable (1832) | HMS Indefatigable (1848) | HMS Indefatigable (1891) | HMS Indefatigable (1909) | HMS Indefatigable (1914) | HMS Indefatigable (R10) | HMS Independencia | HMS Indian | HMS Indignant | HMS Indomitable | HMS Indomitable (1907) | HMS Indomitable (R92) | HMS Industry | HMS Indus | HMS Infanta Don Carlos | HMS Infanta | HMS Infernal | HMS Inflexible | HMS Inflexible (1797) | HMS Inflexible (1881) | HMS Inflexible (1908) | HMS Inglefield (D02) | HMS Inglesham | HMS Inglis | HMS Ingonish | HMS Inman | HMS Insolent | HMS Inspector | HMS Instow | HMS Integrity | HMS Intelligence | HMS Intelligent | HMS Intrepid | HMS Intrepid (D10) | HMS Intrepid (L11) | HMS Invention | HMS Invermoriston | HMS Inverness | HMS Investigator | HMS Inveterate | HMS Invicta | HMS Invincible | HMS Invincible (1747) | HMS Invincible (1765) | HMS Invincible (1808) | HMS Invincible (1869) | HMS Invincible (1907) | HMS Invincible (R05) | HMS Iphigenia | HMS Ipswich | HMS Iris | HMS Iron Duke | HMS Iron Duke (1870) | HMS Iron Duke (1912) | HMS Iron Duke (F234) | HMS Iroquois | HMS Irresistible | HMS Irresistible (1801) | HMS Irresistible (1898) | HMS Irvine | HMS Irwell | HMS Isabella | HMS Isham | HMS Isinglass | HMS Isis | HMS Isis (1744) | HMS Isis (1747) | HMS Isis (1774) | HMS Isis (1819) | HMS Isis (1896) | HMS Isis (D87) | HMS Iskra | HMS Islay | HMS Isle of Wight | HMS Islip | HMS Ister | HMS Itchen | HMS Ithuriel (H05) | HMS Ivanhoe (D16) | HMS Iveston | HMS Ivy

### J
HMS J.1 | HMS J.2 | HMS J.3 | HMS J.4 | HMS J.5 | HMS J.6 | HMS J.7 | HMS Jack Tar | HMS Jackal (F22) | HMS Jackdaw | HMS Jackton | HMS Jack | HMS Jaguar | HMS Jaguar (F34) | HMS Jaguar (F37) | HMS Jahangir | HMS Jalouse | HMS Jamaica (C44) | HMS James & Eliza | HMS James Bay | HMS James Galley | HMS James Watt | HMS James | HMS Jamuna | HMS Janissary | HMS Janus (F53) | HMS Jaseur | HMS Jasmine | HMS Jason | HMS Jasper | HMS Jastrzab | HMS Java | HMS Java (1806) | HMS Java (1811) | HMS Java (1815) | HMS Javelin (F61) | HMS Jed | HMS Jellicoe | HMS Jemmy | HMS Jennet Pyrwin | HMS Jennet | HMS Jeremiah | MS Jerfalcon | HMS Jersey (F72) | HMS Jervis Bay (F40) | HMS Jervis (F00) | HMS Jessamine | HMS Jesus & Mary | HMS Jesus of Lubeck | HMS Jesus | HMS Jewel | HMS John & Alexander | HMS John & Martha | HMS John & Peter | HMS John & Sarah | HMS John Ballinger | HMS John Baptist | HMS John Evangelist | HMS John of Dublin | HMS John of Greenwich | HMS Johnson | HMS John | HMS Jolly | HMS Jonquil | HMS Joseph Straker | HMS Joseph | HMS Josiah | HMS Joyful | HMS Jubilant | HMS Julian | HMS Julia | HMS Julius | HMS Jumna | MS Juniper (T123) | HMS Junon | HMS Juno | HMS Juno (1896) | HMS Juno (1938) | HMS Juno (F52) | HMS Jupiter | HMS Jupiter (1905) | HMS Jupiter (F85) | HMS Jupiter (F60) | HMS Juste | HMS Justitia | HMS Jutland (D62)

### K
HMS K.1 | HMS K.2 | HMS K.3 | HMS K.4 | HMS K.5 | HMS K.6 | HMS K.7 | HMS K.8 | HMS K.9 | HMS K.10 | HMS K.11 | HMS K.12 | HMS K.13 | HMS K.14 | HMS K.15 | HMS K.16 | HMS K.17 | HMS K.18 | HMS K.19 | HMS K.20 | HMS K.21 | HMS K.22 | HMS K.23 | HMS K.24 | HMS K.25 | HMS K.26 | HMS K.27 | HMS K.28 | HMS Kale | HMS Kalgoorlie | HMS Kandahar (F28) | HMS Kangaroo | HMS Kangaroo (1795) | HMS Kangaroo (1805) | HMS Kangaroo (1818) | HMS Kangaroo (1829) | HMS Kangaroo (1852) | HMS Kangaroo (1900) | HMS Kaniere | HMS Karanja | HMS Karrakatta | HMS Kashmir | HMS Katherine Bark | HMS Katherine Breton | HMS Katherine Fortileza | HMS Katherine Galley | HMS Katherine | HMS Katoomba | HMS Keats | HMS Kedleston | HMS Keith | HMS Kellett | HMS Kellington | HMS Kelly (F01) | HMS Kelvin (F37) | HMS Kemerton | HMS Kempenfelt | HMS Kempthorne (K483) | HMS Kempton | HMS Kendal | HMS Kenilworth Castle (K420) | HMS Kennet | HMS Kennington | HMS Kentish | HMS Kent | HMS Kent (1653) | HMS Kent (1679) | HMS Kent (1746) | HMS Kent (1762) | HMS Kent (1797) | HMS Kent (1798) | HMS Kent (1810) | HMS Kent (1860) | HMS Kent (1901) | HMS Kent (68) | HMS Kent (D12) | HMS Kent (F78) | HMS Kenya (C14) | HMS Keppel | HMS Keren | HMS Kertch | HMS Kestrel | HMS Kew | HMS Khartoum | HMS Khedive | HMS Kiawo | HMS Kilbane | HMS Kilbarchan | HMS Kilbeggan | HMS Kilberry | HMS Kilbirnie | HMS Kilbrachan | HMS Kilbride | HMS Kilbrittain | HMS Kilburn | HMS Kilby | HMS Kilcar | HMS Kilcavan | HMS Kilchattan | HMS Kilchreest | HMS Kilchrenan | HMS Kilchvan | HMS Kilclare | HMS Kilcolgan | HMS Kilconnan | HMS Kilconnel | HMS Kilcoole | HMS Kilcornie | HMS Kilcot | HMS Kilcreggan | HMS Kilcullen | HMS Kilcurrig | HMS Kildale | HMS Kildarton | HMS Kildary | HMS Kildavin | HMS Kildimo | HMS Kildonan | HMS Kildorough | HMS Kildorry | HMS Kildpart | HMS Kildress | HMS Kildwick | HMS Kilfenora | HMS Kilfinny | HMS Kilfree | HMS Kilfullert | HMS Kilgarvan | HMS Kilglass | HMS Kilgobnet | HMS Kilgowan | HMS Kilhampton | HMS Kilham | HMS Kilkeel | HMS Kilkee | HMS Kilkenny | HMS Kilkenzie | HMS Kilkerrin | HMS Kilkhampton | HMS Killadoon | HMS Killaloo | HMS Killane | HMS Killarney | HMS Killary | HMS Killegan | HMS Killegar | HMS Killena | HMS Killerig | HMS Killiecrankie | HMS Killiney | HMS Killour | HMS Killowen | HMS Killybegs | HMS Killygordon | HMS Kilmacrennan | HMS Kilmaine | HMS Kilmalcolm | HMS Kilmallock | HMS Kilmanahan | HMS Kilmarnock | HMS Kilmartin | HMS Kilmead | HMS Kilmelford | HMS Kilmersdon | HMS Kilmington | HMS Kilmorey | HMS Kilmore | HMS Kilmuckridge | HMS Kilmun | HMS Kimberley | HMS Kincardine | HMS King Alfred | HMS King David | HMS King Edward VII | HMS King George V | HMS King George V (1911) | HMS King George V (1939) | HMS King of Prussia | HMS Kingcup | HMS Kingfisher (P260) | HMS Kingfish | HMS Kingham | HMS Kingsale | HMS Kingsford | HMS Kingsmill | HMS Kingston | HMS Kingston (1697) | HMS Kingston (1858) | HMS Kingston (F64) | HMS Kingston (1995) | HMS Kingussie | HMS Kinnairds Head | HMS Kinross | HMS Kinsale | HMS Kinsha | HMS Kipling | HMS Kirkliston | HMS Kistna | HMS Kitchen | HMS Kite (U87) | HMS Kittiwake | HMS Knaresborough Castle (K389) | HMS Knole | HMS Krakowiak | HMS Kronprincen | HMS Kronprincessen | HMS Kujawiak

### L
HMS La Malouine | HMS Ladybird | HMS Ladybird (1916) | HMS Ladybird (1950) | HMS Ladybird (1970) | HMS Laertes | HMS Laforey | HMS Lagan | HMS Lammerton | HMS Lance | HMS Landrail | HMS Lapwing | HMS Largs | HMS Larkspur | HMS Lark | HMS Larne | HMS Lassoo | HMS Launceston Castle (K397) | HMS Laurel | HMS Lavender | HMS Laverock | HMS Lawford | HMS Leamington | HMS Leander | HMS Leander (1780) | HMS Leander (1813) | HMS Leander (1848) | HMS Leander (1872) | HMS Leander (75) | HMS Leander (F109) | HMS Leda | HMS Leda (1783) | HMS Leda (1800) | HMS Leda (1809) | HMS Leda (1828) | HMS Leda (1892) | HMS Leda (J93) | HMS Ledbury | HMS Leeds Castle | HMS Leeds Castle (K384) | HMS Leeds Castle (P258) | HMS Lee | HMS Legion | HMS Legion (1914) | HMS Legion (1939) | HMS Lennox | HMS Leonidas | HMS Leopard | HMS Leopard (1635) | HMS Leopard (1659) | HMS Leopard (1672) | HMS Leopard (1703) | HMS Leopard (1741) | HMS Leopard (1790) | HMS Leopard (1794) | HMS Leopard (1850) | HMS Leopard (1897) | HMS Leopard (1927) | HMS Leopard (F14) | HMS Leven | HMS Leviathan | HMS Leviathan (1.) | HMS Leviathan (R97) | HMS Li Wo | HMS Liberty | HMS Liberty (1768) | HMS Liberty (1913) | HMS Liberty (J391) | HMS Liffey | HMS Lightening | HMS Lightening (1691) | HMS Lightening (1740) | HMS Lightening (1746) | HMS Lightening (1776) | HMS Lightening (1806) | HMS Lightening (1823) | HMS Lightening (1829) | HMS Lightening (1877) | HMS Lightening (1895) | HMS Lightning (G55) | HMS Limbourne | HMS Linaria | HMS Lincoln | HMS Lincoln (1701) | HMS Lincoln (G42) | HMS Lincoln (F99) | HMS Linnet | HMS Lion | HMS Lively | HMS Liverpool | HMS Liverpool (1741) | HMS Liverpool (1758) | HMS Liverpool (1814) | HMS Liverpool (1860) | HMS Liverpool (1909) | HMS Liverpool (C11) | HMS Liverpool (D92) | HMS Lizard | HMS Llandaff (F42) | HMS Llewellyn | HMS Lobelia | HMS Loch Alvie (K428) | HMS Loch Dunvegan (K425) | HMS Loch Eck (K422) | HMS Loch Fada (K390) | HMS Loch Glendu | HMS Loch Insh (K433) | HMS Loch Killin | HMS Loch Killisport | HMS Loch Lomond (K437) | HMS Loch More | HMS Lochinvar | HMS Locust | HMS Locust (1939) | HMS Londonderry | HMS Londonderry (1935) | HMS Londonderry (1958) | HMS London | HMS London (1636) | HMS London (1656) | HMS London (1666) | HMS London (1756, I.) | HMS London (1756, II.) | HMS London (1759) | HMS London (1766) | HMS London (1840) | HMS London (1899) | HMS London (69) | HMS London (D16) | HMS London (F95) | HMS Lookout | HMS Lookout (1914) | HMS Lookout (1940) | HMS Loosestrife | HMS Lord Nelson | HMS Lord Nuffield | HMS Lotus | HMS Louis | HMS Lowestoft | HMS Loyal | HMS Lucifer | HMS Lurcher | HMS Lydiard | HMS Lydiard (1914) | HMS Lydiard (FY177) | HMS Lynx (F27) | HMS Lysander | HMS Lysander (1842) | HMS Lysander (1913) | HMS Lysander (J379)

### M
HMS M1 | HMS M2 | HMS Macedonian | HMS Mackay | HMS Magnificent | HMS Magnificent (1766) | HMS Magnificent (1806) | HMS Magnificent (1894) | HMS Magnificent (1944) | HMS Magpie | HMS Magpie (1806) | HMS Magpie (1826) | HMS Magpie (1830) | HMS Magpie (1855) | HMS Magpie (1868) | HMS Magpie (1889) | HMS Magpie (1943) | HMS Magpie (1982) | HMS Mahratta | HMS Maidstone | HMS Majestic | HMS Majestic (1785) | HMS Majestic (1853) | HMS Majestic (1895) | HMS Majestic (1945) | HMS Malaya (1915) | HMS Malcolm | HMS Mallard | HMS Mallow | HMS Maloja | HMS Manchester | HMS Manchester (1.) | HMS Manchester (1937) | HMS Manchester (D95)  | HMS Mandrake | HMS Manela | HMS Mantis | HMS Manxman | HMS Maori (F24) | HMS Maplin | HMS Marguerite | HMS Marigold | HMS Marigold (1650) | HMS Marigold (1653) | HMS Marigold (1673) | HMS Marigold (1677) | HMS Marigold (1915) | HMS Marigold (K87) | HMS Marlborough | HMS Marlborough (1706) | HMS Marlborough (1767) | HMS Marlborough (1807) | HMS Marlborough (1855) | HMS Marlborough (1912) | HMS Marlborough (F233) | HMS Marne | HMS Mars (1794) | HMS Mary Rose | HMS Mary Rose (1510) | HMS Mary Rose (1556) | HMS Mary Rose (1623) | HMS Mary Rose (1650) | HMS Mary Rose (1654) | HMS Mary Rose (1799) | HMS Mary Rose (1915) | HMS Mary Rose (1918) | HMS Mary Rose (J360) | HMS Martin | HMS Mashona | HMS Matabele | HMS Matchless | HMS Mauritius (C80) | HMS Mayflower | HMS Meadowsweet | HMS Medea | HMS Medea (1744) | HMS Medea (1778) | HMS Medea (1800) | HMS Medea (1833) | HMS Medea (1888) | HMS Medea (1915) | HMS Medea (1925) | HMS Medway | HMS Medway (1693) | HMS Medway (1755) | HMS Medway (1756) | HMS Medway (1812) | HMS Medway (1876) | HMS Medway (1916) | HMS Medway (1928) | HMS Medway (1959) | HMS Mermaid | HMS Mersey | HMS Mersey (1814) | HMS Mersey (1858) | HMS Mersey (1885) | HMS Mersey (1914) | HMS Mersey (2003) | HMS Meteor | HMS Middleton | HMS Middleton (L74) | HMS Middleton (M43) | HMS Midge | HMS Mignonette | HMS Milfoil | HMS Milne | HMS Mimico | HMS Mimosa | HMS Minas | HMS Minden | HMS Mindful | HMS Minerva | HMS Minerva (1759) | HMS Minerva (1780) | HMS Minerva (1781) | HMS Minerva (1805) | HMS Minerva (1820) | HMS Minerva (1895) | HMS Minerva (1925) | HMS Minerva (F45) | HMS Minerve | HMS Minion | HMS Minnikin | HMS Minorca | HMS Minoru | HMS Minos | HMS Minos (1840) | HMS Minos (1914) | HMS Minotaur | HMS Minotaur (1.) | HMS Minotaur (1863) | HMS Minotaur (1906) | HMS Minotaur (1943) | HMS Minstrel | HMS Minto | HMS Minuet | HMS Minx | HMS Miramichi | HMS Miranda | HMS Mischief | HMS Mistletoe | HMS Mistley | HMS Mistral | HMS Moa | HMS Modbury | HMS Moderate | HMS Modeste | HMS Mohawk | HMS Mohawk (F31) | HMS Mohawk (F125) | HMS Moira | HMS Monaghan | HMS Monarca | HMS Monarch | HMS Monarch (1802) | HMS Monarch (1868) | HMS Monarch (1911) | HMS Monck | HMS Moncton | HMS Monkshood | HMS Monmouth | HMS Monmouth (1666) | HMS Monmouth (1667) | HMS Monmouth (1767) | HMS Monmouth (1796) | HMS Monmouth (1828) | HMS Monmouth (1901) | HMS Monmouth (F235) | HMS Montagu | HMS Montbretia | HMS Montrose | HMS Montrose (1918) | HMS Montrose (F236) | HMS Morecambe Bay | HMS Mosquito | HMS Mounts Bay | HMS Mourne | HMS Moy | HMS Mull of Kintyre | HMS Mull | HMS Musk | HMS Myosotis | HMS Myrmidon | HMS Myrmidon (1781) | HMS Myrmidon (1813) | HMS Myrmidon (1845) | HMS Myrmidon (1867) | HMS Myrmidon (1900) | HMS Myrmidon (1942) | HMS Myrmidon (1944)

### N
HMS Nabob | HMS Naiad | HMS Naiad (F39) | HMS Nairana | HMS Nairana (1917) | HMS Nairana (1944) | HMS Napier | HMS Napier (1844) | HMS Napier (1916) | HMS Napier (G97) | HMS Narcissus | HMS Narcissus (1781) | HMS Narcissus (1801) | HMS Narcissus (1846) | HMS Narcissus (1849) | HMS Narcissus (1859) | HMS Narcissus (1886) | HMS Narcissus (1915) | HMS Narcissus (1941) | HMS Narwhal | HMS Nasturtium | HMS Nelson | HMS Nelson (1881) | HMS Nelson (1927) | HMS Nelson (Portsmouth) | HMS Nemesis | HMS Nene | HMS Nepeta | HMS Neptune | HMS Neptune (1683) | HMS Neptune (1797) | HMS Neptune (1874) | HMS Neptune (1909) | HMS Neptune (20) | HMS Neptune (Faslane) | HMS Nereide | HMS Nerissa | HMS Ness | HMS Nestor | HMS New Zealand | HMS New Zealand (1904) | HMS New Zealand (1911) | HMS New Zealand (1946) | HMS Newcastle | HMS Newcastle (1653) | HMS Newcastle (1704) | HMS Newcastle (1750) | HMS Newcastle (1812) | HMS Newcastle (1860) | HMS Newcastle (1910) | HMS Newcastle (1937) | HMS Newcastle (D87) | HMS Newfoundland (C59) | HMS Niagara | HMS Nicator | HMS Nicholas Reede | HMS Nicholas | HMS Nicodemus | HMS Niemen | HMS Nieuport | HMS Nigella | HMS Nigeria | HMS Niger | HMS Niger (1759) | HMS Niger (1813) | HMS Niger (1846) | HMS Niger (1880) | HMS Niger (1892) | HMS Niger (1936) | HMS Niger (1944) | HMS Niger (1945) | HMS Nightingale | HMS Nilam | HMS Nile | HMS Nimble | HMS Nimrod | HMS Niobe | HMS Nipigon | HMS Nisus | HMS Nith | HMS Nitrocris | HMS Nizam | HMS Noble | HMS Nomad | HMS Nonpareil | HMS Nonsuch | HMS Nonsuch (1646) | HMS Nonsuch (1654) | HMS Nonsuch (1668) | HMS Nonsuch (1696) | HMS Nonsuch (1741) | HMS Nonsuch (1774) | HMS Nonsuch (1915) | HMS Nonsuch (1945) | HMS Nootka | HMS Noranda | HMS Norfolk | HMS Norfolk (1693) | HMS Norfolk (1757) | HMS Norfolk (3.) | HMS Norfolk (78) | HMS Norfolk (D21) | HMS Norfolk (F230) | HMS Norge | HMS Norman | HMS Norseman | HMS Norsyd | HMS North Bay | HMS Northampton | HMS North | HMS Nottingham | HMS Nottingham (1703) | HMS Nottingham (1794) | HMS Nottingham (1913) | HMS Nottingham (D91) | HMS Nubian | HMS Nubian (1909) | HMS Nubian (F36) | HMS Nubian (F131) | HMS Nyasaland | HMS Nymphe

### O
HMS O1 | HMS Oakham Castle | HMS Oakington | HMS Oakley | HMS Oakville | HMS Oak | HMS Obdurate | HMS Obedient | HMS Obedient (1916) | HMS Obedient (G48) | HMS Oberon | HMS Oberon (1805) | HMS Oberon (1847) | HMS Oberon (1916) | HMS Oberon (P21) | HMS Oberon (S09) | HMS Obervateur | HMS Observer | HMS Ocean | HMS Ocean (1761) | HMS Ocean (1805) | HMS Ocean (1863) | HMS Ocean (1898) | HMS Ocean (1945) | HMS Ocean (L12) | HMS Oceanway | HMS Ocelot (S17) | HMS Ockham | HMS Ocktavia | HMS Odiham | HMS Odin | HMS Odin (N84) | HMS Odin (J460) | HMS Odin (S10) | HMS Odzani | HMS Offa | HMS Ogre | HMS Oiseau | HMS Ojibwa | HMS Okanagan | HMS Okehampton | HMS Old Francis | HMS Old James | HMS Old Lawrence | HMS Old President | HMS Old Roebuck | HMS Old Success | HMS Old Truelove | HMS Old Warwick | HMS Olive Branch | HMS Olympia | HMS Olympus | HMS Omdurman | HMS Onondaga | HMS Onslaught | HMS Onslow | HMS Ontario | HMS Onyx | HMS Opal | HMS Ophelia | HMS Opossum | HMS Opportune | HMS Oracle | HMS Orange Tree | HMS Orangeville | HMS Orby | HMS Orcadia | HMS Orchis | HMS Orestes | HMS Orestes (1781) | HMS Oreste | HMS Orford Ness | HMS Orford Prize | HMS Orford | HMS Oriana | HMS Oribi | HMS Oriflamme | HMS Orilla | HMS Oriole | HMS Orion | HMS Orion (1787) | HMS Orion (1854) | HMS Orion (1879) | HMS Orion (1904) | HMS Orion (1910) | HMS Orion (85) | HMS Orion (1940) | HMS Orion (1974) | HMS Orissa | HMS Orkan | HMS Orkney | HMS Orlando | HMS Ormonde | HMS Ornen | HMS Oronoque | HMS Orontes | HMS Oroonoko | HMS Orpheus | HMS Orquijo | HMS Ortenzia | HMS Orwell | HMS Oryx | HMS Osborne | HMS Oshawa | HMS Osiris | HMS Osprey | HMS Ossington | HMS Ossory | HMS Ostend | HMS Ostrich | HMS Oswald | HMS Oswego | HMS Oswestry Castle | HMS Otranto | HMS Otter | HMS Otus | HMS Oudenarde | HMS Oulston | HMS Oundle | HMS Ouragan | HMS Ouse | HMS Overton | HMS Overyssel | HMS Owen Glendower | HMS Owen Sound | HMS Owen | HMS Owl | HMS Owners Adventure | HMS Owners Goodwill | HMS Owners Love | HMS Oxford Castle (K692) | HMS Oxford | HMS Oxlip

### P
HMS P31 | HMS P34 | HMS P35 | HMS P36 | HMS P38 | HMS P39 | HMS P42 | HMS P44 | HMS P46 | HMS P48 | HMS P212 | HMS P219 | HMS P222 | HMS P311 | HMS P551 | HMS Pactolus | HMS Pakenham | HMS Paladin | HMS Pallas | HMS Palomares (1937) | HMS Pandora | HMS Pandora (1779) | HMS Pandora (1859) | HMS Pandora (1889) | HMS Pandora (1900) | HMS Pandora (N42) | HMS Panther | HMS Paragon | HMS Paramatta | HMS Parthian | HMS Partridge | HMS Pathfinder | HMS Pathfinder (1904) | HMS Pathfinder (G10) | HMS Patrol | HMS Pearl | HMS Pegasus | HMS Pelican | HMS Pelorus | HMS Pembroke | HMS Penelope | HMS Penelope (1778) | HMS Penelope (1783) | HMS Penelope (1798) | HMS Penelope (1829) | HMS Penelope (1867) | HMS Penelope (1914) | HMS Penelope (1918) | HMS Penelope (1935) | HMS Penelope (F127) | HMS Pennywort | HMS Penn | HMS Penstemon | HMS Pentstemon | HMS Penzance | HMS Penzance (1665) | HMS Penzance (1747) | HMS Penzance (L28) | HMS Penzance (M106) | HMS Peony | HMS Periwinkle | HMS Perseus (R51) | HMS Petard | HMS Petrel | HMS Petunia | HMS Pevensey Castle (K449) | HMS Phaeton | HMS Phaeton (1883) | HMS Phaeton (1914) | HMS Phaeton (1934) | HMS Phoebe | HMS Phoenix | HMS Phoenix (1546) | HMS Phoenix (1613) | HMS Phoenix (1647) | HMS Phoenix (1665) | HMS Phoenix (1671) | HMS Phoenix (1692) | HMS Phoenix (1694) | HMS Phoenix (1743) | HMS Phoenix (1759) | HMS Phoenix (1783) | HMS Phoenix (1832) | HMS Phoenix (1879) | HMS Phoenix (1895) | HMS Phoenix (1911) | HMS Phoenix (1929) | HMS Pickle | HMS Picotee | HMS Pimpernel | HMS Pincher | HMS Pink | HMS Pioneer | HMS Pioneer (1899) | HMS Pioneer (R76) | HMS Plover | HMS Plymouth | HMS Plym (K271) | HMS Polyanthus | HMS Polyphemus | HMS Polyphemus (1782) | HMS Polyphemus (1840) | HMS Polyphemus (1881) | HMS Polyphemus (1945) | HMS Pomone | HMS Poppy | HMS Porcupine | HMS Porpoise | HMS Portchester Castle (K362) | HMS Portland | HMS Portland (1653) | HMS Portland (1693) | HMS Portland (1744) | HMS Portland (1770) | HMS Portland (1795) | HMS Portland (1822) | HMS Portland (1941) | HMS Portland (F79) | HMS Potentilla | HMS Powerful | HMS Powerful (1.) | HMS Powerful (1854) | HMS Powerful (3.) | HMS Powerful (R95) | HMS Pozarica | HMS Premier | HMS Primrose | HMS Primula | HMS Prince | HMS Prince Charles | HMS Prince George | HMS Prince George (1682) | HMS Prince George (1763) | HMS Prince George (1772) | HMS Prince George (1895) | HMS Prince Leopold | HMS Prince of Wales | HMS Prince of Wales (1765) | HMS Prince of Wales (1794) | HMS Prince of Wales (1795) | HMS Prince of Wales (1805) | HMS Prince of Wales (1869) | HMS Prince of Wales (1902) | HMS Prince of Wales (1939) | HMS Princess Royal | HMS Princess Royal (1739) | HMS Princess Royal (1773) | HMS Princess Royal (1853) | HMS Princess Royal (1911) | HMS Prins Albert | HMS Prinses Astrid | HMS Prinses Beatrix | HMS Privet | HMS Prometheus | HMS Proserpine | HMS Protector | HMS Proteus | HMS Psyche | HMS Puckeridge | HMS Puffin | HMS Puncher | HMS Punjabi | HMS Pursuer | HMS Pyramus | HMS Python

### Q
HMS Qu'appele | HMS Quadrant (G11) | HMS Quadra | HMS Quadrille | HMS Quail | HMS Quail (1895) | HMS Quail (G45) | HMS Quainton | HMS Quaker | HMS Qualicum | HMS Quality (G62) | HMS Quantock | HMS Quebec | HMS Queen Charlotte | HMS Queen Elizabeth | HMS Queen Elizabeth (1913) | HMS Queen Emma | HMS Queen Mab | HMS Queen Mary | HMS Queen of Kent | HMS Queenborough (G30) | HMS Queen | HMS Queen (1225) | HMS Queen (1673) | HMS Queen (1769) | HMS Queen (1839) | HMS Queen (1902) | HMS Queen (D19) | HMS Quentin (G78) | HMS Quesnel | HMS Quest | HMS Quiberon (G81) | HMS Quickmatch (G92) | HMS Quilliam (G09) | HMS Quinte | HMS Quittance | HMS Quorn | HMS Quorn (1916) | HMS Quorn (L66) | HMS Quorn (M41)

### R
HMS Racehorse | HMS Racoon | HMS Radstock | HMS Raglan | HMS Raider | HMS Rainbow | HMS Ramillies | HMS Ramillies (1664) | HMS Ramillies (1892) | HMS Ramillies (1916) | HMS Ramsey | HMS Ranger | HMS Rapid | HMS Rattlesnake | HMS Rawalpindi | HMS Rayleigh Castle | HMS Reading | HMS Recruit | HMS Redgauntlet | HMS Redmill | HMS Redoubt | HMS Redpole | HMS Regent | HMS Regulus | HMS Relentless | HMS Renard | HMS Renonculus | HMS Renown | HMS Renown (1895) | HMS Renown (1916) | HMS Renown (S26) | HMS Repulse | HMS Repulse (1595) | HMS Repulse (1759) | HMS Repulse (1779) | HMS Repulse (1780) | HMS Repulse (1780, II.) | HMS Repulse (1794) | HMS Repulse (1803) | HMS Repulse (1855) | HMS Repulse (1868) | HMS Repulse (1892) | HMS Repulse (1916) | HMS Repulse (S23) | HMS Resolute | HMS Resolution | HMS Resolution (1667) | HMS Resolution (1705) | HMS Resolution (1708) | HMS Resolution (1758) | HMS Resolution (1770) | HMS Resolution (Cook) | HMS Resolution (1779) | HMS Resolution (1892) | HMS Resolution (1915) | HMS Resolution (S22) | HMS Resolution (1989) | HMS Resource | HMS Restless | HMS Revenge | HMS Revenge (1577) | HMS Revenge (1805) | HMS Revenge (1859) | HMS Revenge (1892) | HMS Revenge (1915) | HMS Revenge (S27) | HMS Rhododendron | HMS Rhyl | HMS Richmond | HMS Richmond (1656) | HMS Richmond (1672) | HMS Richmond (1745) | HMS Richmond (1757) | HMS Richmond (1806) | HMS Richmond (6.) | HMS Richmond (G88) | HMS Richmond (F239) | HMS Rifleman | HMS Rigorous | HMS Riviera | HMS Rob Roy | HMS Roberts | HMS Robust | HMS Rocket | HMS Rockrose | HMS Rockwood | HMS Rodney | HMS Rodney (1759) | HMS Rodney (1781) | HMS Rodney (1809) | HMS Rodney (1830) | HMS Rodney (1884) | HMS Rodney (1916) | HMS Rodney (29) | HMS Roebuck | HMS Rolls Royce | HMS Romola | HMS Rorqual | HMS Rosalind | HMS Rosebay | HMS Rose | HMS Rose (1757) | HMS Rose (K102) | HMS Rother | HMS Rowena | HMS Roxburgh | HMS Royal Arthur | HMS Royal Charlotte | HMS Royal Eagle | HMS Royal James | HMS Royal Oak | HMS Royal Sovereign | HMS Royal Sovereign (1637) | HMS Royal Sovereign (1701) | HMS Royal Sovereign (1786) | HMS Royal Sovereign (1891) | HMS Royal Sovereign (1915) | HMS Royal Ulsterman | HMS Royalist | HMS Royalist (1883) | HMS Royalist (1915) | HMS Rubble | HMS Ruby | HMS Rupert | HMS Rushen Castle (K372) | HMS Russell

### S
HMS Sable | HMS Sabre | HMS Safari | HMS Saga | HMS Sahib | HMS Saladin | HMS Salamander | HMS Salisbury | HMS Salmon | HMS Salmon (H58) | HMS Salmon (N65) | HMS Salvia | HMS Samphire | HMS Sandfly | HMS Sandown | HMS Sanguine | HMS Sapphire | HMS Saracen | HMS Sardonyx | HMS Sarpedon | HMS Saturn | HMS Satyr | HMS Saumarez | HMS Savage | HMS Saxifrage | HMS Scarab | HMS Scarborough | HMS Sceptre | HMS Sceptre (1781) | HMS Sceptre (1802) | HMS Sceptre (1917) | HMS Sceptre (P215) | HMS Sceptre (S104) | HMS Scimitar | HMS Scorcher | HMS Scorpion | HMS Scorpion (1746) | HMS Scorpion (1785) | HMS Scorpion (1794) | HMS Scorpion (1803) | HMS Scorpion (1832) | HMS Scorpion (1863) | HMS Scorpion (1910) | HMS Scorpion (1937) | HMS Scorpion (1942) | HMS Scorpion (1946) | HMS Scotsman | HMS Scotstoun | HMS Scott | HMS Scourge | HMS Scout | HMS Scylla | HMS Scylla (1809) | HMS Scylla (1856) | HMS Scylla (1891) | HMS Scylla (1940) | HMS Scylla (F71) | HMS Scythe | HMS Scythian | HMS Sea Devil | HMS Sea Dog | HMS Sea Nymph | HMS Sea Rover | HMS Sea Scout | HMS Seabear | HMS Seafire | HMS Seagull | HMS Seahorse | HMS Seal | HMS Sealion | HMS Sealion (WWII) | HMS Sealion (S07) | HMS Sealion (Ballykelly) | HMS Seanymph | HMS Searcher | HMS Seawolf | HMS Selene | HMS Senator | HMS Seneschal | HMS Sennen | HMS Sentinel | HMS Sepoy | HMS Seraph | HMS Serapis | HMS Serapis (1779) | HMS Serapis (1782) | HMS Serapis (1866) | HMS Serapis (1918) | HMS Serapis (1943) | HMS Serene | HMS Sesame | HMS Setter | HMS Severn | HMS Severn (1693) | HMS Severn (1739) | HMS Severn (1747) | HMS Severn (1813, I.) | HMS Severn (1813, II.) | HMS Severn (6.) | HMS Severn (1885) | HMS Severn (1914) | HMS Severn (9.) | HMS Severn (P282) | HMS Shah | HMS Shah (1873) | HMS Shah (1943) | HMS Shakespeare | HMS Shalimar | HMS Shamrock | HMS Shannon | HMS Shannon (1757) | HMS Shannon (1796) | HMS Shannon (1803) | HMS Shannon (1806) | HMS Shannon (1814) | HMS Shannon (1832) | HMS Shannon (1855) | HMS Shannon (1875) | HMS Shannon (1906) | HMS Shark | HMS Shark (1894) | HMS Shark (1912) | HMS Shark (1916) | HMS Shark (N54) | HMS Shark (G03) | HMS Sharpshooter | HMS Sheffield | HMS Sheffield (24) | HMS Sheffield (D80) | HMS Sheffield (F96) | HMS Sheldrake | HMS Shikari | HMS Shoreham | HMS Shoreham (1694) | HMS Shoreham (2.) | HMS Shoreham (3.) | HMS Shoreham (L32) | HMS Shoreham (M112) | HMS Shropshire (83) | HMS Sibyl | HMS Sickle | HMS Sidon | HMS Sidon (1846) | HMS Sidon (1944) | HMS Sikh | HMS Simbang | HMS Simoon | HMS Sirdar | HMS Sirius | HMS Sirius (1786) | HMS Sirius (1892) | HMS Sirius (82) | HMS Sirius (F40) | HMS Skate | HMS Skilful | HMS Skipjack | HMS Skirmisher | HMS Smilax | HMS Smiter | HMS Snapdragon | HMS Snapper | HMS Snowberry | HMS Snowdrop | HMS Snowflake | HMS Solent | HMS Somali | HMS Somerset | HMS Somerset (1698) | HMS Somerset (1731) | HMS Somerset (1748) | HMS Somerset (F82) | HMS Somme | HMS Sorceress | HMS Southampton | HMS Southampton (1693) | HMS Southampton (1757) | HMS Southampton (1820) | HMS Southampton (1912) | HMS Southampton (C38) | HMS Southampton (D90) | HMS Southwold | HMS Sovereign of the Seas | HMS Sovereign | HMS Spanker | HMS Spanker (1856) | HMS Spanker (J226) | HMS Spark | HMS Sparrowhawk | HMS Sparrowhawk (1895) | HMS Sparrowhawk (1912) | HMS Sparrowhawk (1918) | HMS Sparrow | HMS Spartan | HMS Spartan (1806) | HMS Spartan (1824) | HMS Spartan (1841) | HMS Spartan (1868) | HMS Spartan (1891) | HMS Spartan (1942) | HMS Spartan (S105) | HMS Spartiate (1793) | HMS Spearfish | HMS Spearhead | HMS Spear | HMS Speedwell | HMS Speedy | HMS Spey | HMS Sphinx | HMS Spider | HMS Spikenard | HMS Spindrif | HMS Spiraea | HMS Spirit | HMS Spiteful | HMS Spitfire | HMS Spitfire (1783) | HMS Spitfire (1895) | HMS Spitfire (1912) | HMS Splendid | HMS Splendid (1597) | HMS Splendid (1918) | HMS Splendid (1942) | HMS Splendid (S106) | HMS Sportive | HMS Sportsman | HMS Sprightly | HMS Springbank | HMS Springbok | HMS Springer | HMS Spur | HMS Squirrel | HMS St. Albans | HMS St. Albans (1687) | HMS St. Albans (1706) | HMS St. Albans (1747) | HMS St. Albans (1777) | HMS St. Albans (I15) | HMS St. Albans (F83) | HMS St. George | HMS St. Vincent | HMS St. Vincent (1692) | HMS St. Vincent (1780) | HMS St. Vincent (1815) | HMS St. Vincent (1908) | HMS Stalker | HMS Stalwart | HMS Starfish | HMS Starling | HMS Starling (1.) | HMS Starling (U66) | HMS Starling (P241) | HMS Starwort | HMS Statesman | HMS Statice | HMS Staunch | HMS Stayner | MS Steadfast | HMS Sterlet | HMS Sterling | HMS Stoic | HMS Stonecrop | HMS Stonehenge | HMS Stork | HMS Stormcloud | HMS Storm | HMS Stour | HMS Stratagem | HMS Strathella | HMS Strenuous | HMS Striker | HMS Strongbow | HMS Stronghold | HMS Stuart | HMS Stubborn | HMS Sturdy | HMS Sturgeon | HMS Stygian | HMS Subtle | HMS Success | HMS Suffolk | HMS Suffolk (1680) | HMS Suffolk (1694) | HMS Suffolk (1765) | HMS Suffolk (1903) | HMS Suffolk (1926) | HMS Sunderland | HMS Sundew | HMS Sunfish | HMS Sunflower | HMS Superb | HMS Superb (1710) | HMS Superb (1736) | HMS Superb (1760) | HMS Superb (1798) | HMS Superb (1842) | HMS Superb (1875) | HMS Superb (1907) | HMS Superb (1943) | HMS Superb (S109) | HMS Supreme | HMS Surf | HMS Surly | HMS Surprise | HMS Surprise (1794) | HMS Surprise (1856) | HMS Surprise (1885) | HMS Surprise (1916) | HMS Sussex | HMS Swale | HMS Swallow | HMS Sweetbriar | HMS Swiftsure | HMS Swiftsure (1804) | HMS Swiftsure (1870) | HMS Swiftsure (1903) | HMS Swiftsure (08) | HMS Swiftsure (S126) | HMS Swift | HMS Swordfish | HMS Swordsman | HMS Sycamore | HMS Sylph | HMS Sylvia | HMS Syren | HMS Syrtis

### T
HMS Tabard | HMS Taciturn | HMS Tactician | HMS Taku | HMS Taku (1898) | HMS Taku (N38) | HMS Talbot | HMS Talent | HMS Talent (1943) | HMS Talent (S92) | HMS Talisman | HMS Tally-Ho | HMS Talybont | HMS Tamarisk | HMS Tancred | HMS Tantalus | HMS Tantivy | HMS Tapir | HMS Tara | HMS Tarn | HMS Tarpon | HMS Tartar | HMS Tartar (1756) | HMS Tartar (1801) | HMS Tartar (1814) | HMS Tartar (1854) | HMS Tartar (1886) | HMS Tartar (1907) | HMS Tartar (1937) | HMS Tartar (F113) | HMS Tasmania | HMS Tasman | HMS Tattoo | HMS Taurus | HMS Tavy | HMS Tay | HMS Teazer | HMS Telemachus | HMS Temeraire | HMS Temeraire (1759) | HMS Temeraire (1798) | HMS Temeraire (1876) | HMS Temeraire (1907) | HMS Temeraire (1939) | HMS Tempest | HMS Templar | HMS Tenacious | HMS Tenedos | HMS Teredo | HMS Termagent | HMS Terrapin | HMS Terrible | HMS Terrible (1694) | HMS Terrible (1730) | HMS Terrible (1747) | HMS Terrible (1762) | HMS Terrible (1785) | HMS Terrible (1845) | HMS Terrible (1895) | HMS Terrible (R93) | HMS Terror | HMS Test | HMS Tetrarch | HMS Teviot Bank | HMS Teviot | HMS Thames | HMS Thanet | HMS Thane | HMS Thermopylae (P355) | HMS Theseus | HMS Theseus (1786) | HMS Theseus (1892) | HMS Thetis | HMS Thetis (1890) | HMS Thetis (N25) | HMS Thisbe | HMS Thistle | HMS Thor (P349) | HMS Thornborough | HMS Thorn | HMS Thorough | HMS Thracian | HMS Thrasher | HMS Thruster | HMS Thule | HMS Thunderbolt | HMS Thunderer | HMS Thunderer (1760) | HMS Thunderer (1776) | HMS Thunderer (1783) | HMS Thunderer (1831) | HMS Thunderer (1872) | HMS Thunderer (1911) | HMS Thunderer (1939) | HMS Thyme | HMS Tiara (P351) | HMS Tiger | HMS Tiger (1546) | HMS Tiger (1613) | HMS Tiger (1647) | HMS Tiger (1743) | HMS Tiger (1747) | HMS Tiger (1762) | HMS Tiger (1794) | HMS Tiger (1808) | HMS Tiger (1849) | HMS Tiger (1900) | HMS Tiger (1913) | HMS Tiger (1942) | HMS Tiger (C20) | HMS Tigress | HMS Tigris | HMS Tilbury | HMS Tintagel Castle | HMS Tintagel | HMS Tipperary | HMS Tiptoe | HMS Tireless | HMS Tireless (P327) | HMS Tireless (S88) | HMS Titania | HMS Tobago | HMS Token | HMS Tomahawk | HMS Tonnant - HMS Tonnant (1792) | HMS Topaze | HMS Torbay | HMS Torbay (1693) | HMS Torbay (1919) | HMS Torbay (1940) | HMS Torbay (S90) | HMS Torch | HMS Toreador | HMS Tormentor | HMS Tornado | HMS Torrent | HMS Torrid | HMS Torrington | HMS Tortola | HMS Totem | HMS Tourmaline | HMS Tracker | HMS Tracker (D24) | HMS Tracker (1997) | HMS Tradewind | HMS Trafalgar | HMS Trafalgar (1820) | HMS Trafalgar (1841) | HMS Trafalgar (1887) | HMS Trafalgar (D77) | HMS Trafalgar (S107) | HMS Transylvania | HMS Traveller | HMS Trenchant | HMS Trenchant (1916) | HMS Trenchant (1943) | HMS Trenchant (S91) | HMS Trespasser | HMS Triad | MS Tribune | HMS Trident | HMS Trillium | HMS Trinidad | HMS Triton | HMS Triton (1702) | HMS Triton (1741) | HMS Triton (1745) | HMS Triton (1771) | HMS Triton (1796) | HMS Triton (1846) | HMS Triton (1882) | HMS Triton (N15) | HMS Triumph | HMS Triumph (1764) | HMS Triumph (1870) | HMS Triumph (1903) | HMS Triumph (N18) | HMS Triumph (R16) | HMS Triumph (S93) | HMS Trojan | HMS Trooper | HMS Troubridge | HMS Truant | HMS Truculent | HMS Truelove | HMS Trumpeter | HMS Trump (P333) | HMS Truncheon | HMS Trusty | HMS Tryphon | HMS Tudor | HMS Tulip | HMS Tumult | HMS Tuna | HMS Turbulent | HMS Turbulent (1805) | HMS Turbulent (1916) | HMS Turbulent (1919) | HMS Turbulent (N98) | HMS Turbulent (S87) | HMS Turpin | HMS Turquoise | HMS Tuscan | HMS Tutankhamen | HMS Tweed | HMS Tyler | HMS Tynedale | HMS Tyne | HMS Tyne (1814) | HMS Tyne (1826) | HMS Tyne (1867) | HMS Tyne (1878) | HMS Tyne (F24) | HMS Tyne (P281) | HMS Tynwald | HMS Tyrian

### U
HMS U.1407 | HMS Ufton | HMS Uganda (C66) | HMS Ulex | HMS Ullswater | HMS Ulster Monarch | HMS Ulster Queen | HMS Ulster | HMS Ultimatum | HMS Ultor | HMS Ulysses | HMS Umbra (P35) | HMS Umpire | HMS Una | HMS Unbeaten | HMS Unbending | HMS Unbridled | HMS Unbroken | HMS Undaunted | HMS Undine | HMS Ungava | HMS Unicorn | HMS Union | HMS Unique | HMS Unison | HMS United | HMS Unite | HMS Unity III | HMS Unity II | HMS Unity | HMS Universal | HMS Unrivalled | HMS Unruffled | HMS Unruly | HMS Unseen | HMS Unshaken | HMS Unsparing | HMS Unswerving | HMS Untamed | HMS Untiring | HMS Upas | HMS Upholder | HMS Upholder (P37) | HMS Upholder (S40) | HMS Uppingham | HMS Upright | HMS Uproar | HMS Upshot | HMS Upstart | HMS Upton | HMS Upward | HMS Urania | HMS Uranie | HMS Urchin | HMS Uredd | HMS Ure | HMS Urgent | HMS Urge | HMS Ursa | HMS Ursula | HMS Urtica | HMS Usk | HMS Usurper | HMS Uther | HMS Utile | HMS Utmost | HMS Utopia | HMS Utrecht

### V
HMS Valentine | HMS Valhalla | HMS Valiant | HMS Valiant (1759) | HMS Valiant (1807) | HMS Valiant (1825) | HMS Valiant (1863) | HMS Valiant (1914) | HMS Valiant (S102) | HMS Valkyrie | HMS Valorous | HMS Vampire | HMS Vampire (D68) | HMS Vampire (P72) | HMS Vampire (D11) | HMS Vancouver | HMS Vanessa | HMS Vanguard | HMS Vanguard (1568) | HMS Vanguard (1631) | HMS Vanguard (1678) | HMS Vanguard (1748) | HMS Vanguard (1787) | HMS Vanguard (1835) | HMS Vanguard (1869) | HMS Vanguard (1909) | HMS Vanguard (1944) | HMS Vanguard (S28) | HMS Vanity | HMS Vanoc | HMS Vanquisher | HMS Vansittart | HMS Vascama | HMS Vectis | HMS Vega | HMS Vehement | HMS Velox | HMS Vendetta | HMS Venerable | HMS Venerable (1784) | HMS Venerable (1808) | HMS Venerable (1899) | HMS Venerable (R63) | HMS Venetia | HMS Vengeance | HMS Vengeance (1758) | HMS Vengeance (1774) | HMS Vengeance (1793) | HMS Vengeance (1800) | HMS Vengeance (1824) | HMS Vengeance (1899) | HMS Vengeance (R71) | HMS Vengeance (S31) | HMS Venomous | HMS Venturer | HMS Venturous | HMS Venus | HMS Verbena | HMS Verdun | HMS Verity | HMS Vernon | HMS Veronica | HMS Versatile | HMS Verulam | HMS Vervain | HMS Vesper | HMS Vestal | HMS Vetch | HMS Veteran | HMS Viceroy | HMS Victor | HMS Victoria | HMS Victoria (1839) | HMS Victoria (1855) | HMS Victoria (1859) | HMS Victoria (1864) | HMS Victoria (1887) | HMS Victorious | HMS Victorious (1785) | HMS Victorious (1808) | HMS Victorious (1895) | HMS Victorious (R38) | HMS Victorious (S29) | HMS Victory | HMS Victory (1569) | HMS Victory (1620) | HMS Victory (1737) | HMS Victory (1764) | HMS Victory (1765) | HMS Vidette (D48) | HMS Vienna | HMS Vigilant | HMS Viking | HMS Vimiera | HMS Vimy | HMS Vindex | HMS Vindictive | HMS Violent | HMS Violet | HMS Viper | HMS Virago | HMS Viscount | HMS Visenda | HMS Vittoria | HMS Vivacious | HMS Vivid | HMS Vivien | HMS Vixen | HMS Vizalma | HMS Voltaire | HMS Volunteer | HMS Vortigern | HMS Voyager | HMS Vulture

### W
HMS Wakeful | HMS Walker | HMS Wallflower | HMS Walney | HMS Walney (Y04) | HMS Walney (M104) | HMS Walpole | HMS Walrus | HMS Wanderer | HMS Warrior | HMS Warrior (1781) | HMS Warrior (1860) | HMS Warrior (1905) | HMS Warrior (R31) | HMS Warrior (poveljstvo) | HMS Warspite | HMS Warspite (1884) | HMS Warspite (1913) | HMS Warspite (S103) | HMS Warwick | HMS Watchman | HMS Waterhen | HMS Waveney | HMS Wear | HMS Welland | HMS Welshman | HMS Wenslydale | HMS Wessex | HMS Westcott | HMS Western Isles | HMS Westminster | HMS Westminster (L40) | HMS Westminster (F237) | HMS Wheatland | HMS Whimbrel | HMS Whippingham | HMS Whirlwind | HMS Whitby | HMS Whitehall | HMS Whitesand Bay | HMS Whiting | HMS Whitley | HMS Whitshed | HMS Wild Goose | HMS Wild Swan | HMS Willowherb | HMS Winchelsea | HMS Winchester | HMS Windflower | HMS Windsor | HMS Wishart | HMS Witch | HMS Witherington | HMS Wivern | HMS Wivern (1863) | HMS Wivern (1919) | HMS Wolfhound | HMS Wolf | HMS Wolsey | HMS Wolverine | HMS Wolverine (1910) | HMS Wolverine (D78) | HMS Woodbridge Haven | HMS Woodcock | HMS Woodpecker | HMS Woodruff | HMS Woolston | HMS Woolwich | HMS Worcester | HMS Wrangler | HMS Wrenn | HMS Wrentham | HMS Wren | HMS Wrestler | HMS Wryneck | HMS Wulastock | HMS Wye | HMS Wyvern

### X
HMS X.1 | HMS X.2 | HMS X.51 | HMS X.52 | HMS X.53 | HMS X.54 | HMS Xenophon

### Y
HMS Yarmouth | HMS Yarmouth (1748) | HMS Yarmouth (1911) | HMS Yarmouth (F101) | HMS Yarnton | HMS Yarra | HMS Yaxham | HMS Yealmpton | HMS Yellowknife | HMS Yeoman | HMS Yeovil | HMS York Castle | HMS York | HMS York (1654) | HMS York (1706) | HMS York (1753) | HMS York (1777) | HMS York (1779) | HMS York (1796) | HMS York (1807) | HMS York (1915) | HMS York (90) | HMS York (D98) | HMS Young Hebe | HMS Young Hoblin | HMS Young King | HMS Young Lady | HMS Young Lion | HMS Young Prince | HMS Young Shish | HMS Young Spragge | HMS Ypres | HMS Yukon

### Z
HMS Z.4 | HMS Z.5 | HMS Z.6 | HMS Z.7 | HMS Z.8 | HMS Z.10 | HMS Z.30 | HMS Z.38 | HMS Zambesi | HMS Zanzibar | HMS Zealandia | HMS Zealand | HMS Zealous | HMS Zebra | HMS Zebra (1777) | HMS Zebra (1815) | HMS Zebra (1860) | HMS Zebra (1895) | HMS Zebra (R81) | HMS Zenith | HMS Zenobia | HMS Zephyr | HMS Zest | HMS Zetland | HMS Zingarella | HMS Zinnia (K98) | HMS Zodiac | HMS Zubian | HMS Zulu | HMS Zulu (1909) | HMS Zulu (F18) | HMS Zulu (F124)

## Seznam najbolj znanih fikcijskih plovil kraljeve vojne mornarice
(Opomba: večina romanov o plovilih kraljeve vojne mornarice predstavlja fikcijske ladje, toda uporabljajo resnična imena. To je seznam fikcijskih imen.)
- Argonaute (v Colors Aloft, avtor Alexander Kent)
- Atropos (v Hornblower and the Atropos, avtor C. S. Forester)
- Bellipotent (v »Billy Budd, Sailor«, avtor  Hermann Melville)
- Carousel (v We Saw the Sea, avtor Robert Winton)
- Compass Rose and Saltash (v The Cruel Sea, avtor Nicholas Monsarrat)
- Lydia (v The Happy Return, avtor C. S. Forester)
- HMS Pinafore (opereta, avtor Gilbert and Sullivan)
- Polychrest (v Post Captain, avtor Patrick O'Brian)
- Sophie (v Master and Commander, avtor Patrick O'Brian)
- Thunder Child (v The War of the Worlds,, avtor H.G. Wells)